# 시아파
시아파는 이슬람의 두 번째로 큰 분파이다. 시아파는 무함마드가 알리 이븐 아비 탈리브(재위 656년~661년)를 자신의 정치적 후계자(칼리파)이자 무슬림 공동체의 영적 지도자(이맘)로 지명했다고 믿는다. 그러나 그의 권리는 사키파 회의에서 아부 바크르(재위 632년~634년)를 칼리파로 임명하면서 무함마드의 동료들에 의해 강탈되었다고 이해된다. 이처럼 수니파 무슬림들은 아부 바크르, 우마르(재위 634년~644년), 우스만(재위 644년~656년) 그리고 알리를 '정통 칼리파'로 여기는 반면, 시아파 무슬림들은 알리만을 정당한 후계자로 여긴다.
시아파 무슬림들은 이맘직이 알리의 아들 하산과 후사인을 통해 이어졌으며, 그 이후에는 각 시아파 분파들이 자체 이맘을 가졌다고 주장한다. 그들은 무함마드의 가족을 숭배하며, 그들이 신성한 지식을 소유하고 있다고 주장한다. 시아파의 성지로는 나자프의 알리 이맘 사원, 카르발라의 후사인 이맘 사원 및 기타 아흘 알 바이트의 묘소들이 있다. 카르발라 전투 (서기 680년)에서 후사인의 순교와 같은 후기 사건들은 시아파 이슬람의 발전에 더욱 영향을 미쳐, 독자적인 종교 종파와 그들만의 의식, 공유된 집단 기억을 형성하는 데 기여했다.
시아파 이슬람은 전 세계 무슬림의 10~13%를 차지하며, 약 1억 5천만~2억 명의 추종자가 있는 것으로 추정된다. 시아파의 세 가지 주요 분파는 열두 이맘파, 이스마일파, 그리고 자이드파이다. 시아파 무슬림은 무슬림 세계의 세 국가, 즉 이란, 이라크, 아제르바이잔에서 인구의 대다수를 이룬다. 중요한 시아파 공동체는 바레인, 레바논, 쿠웨이트, 튀르키예, 예멘, 사우디아라비아, 아프가니스탄 및 인도 아대륙에서도 발견된다. 이란은 시아파 이슬람이 법률과 통치 체제의 기반을 형성하는 유일한 국가이다.

## 용어
시아파(또는 Shīʿa) (/ˈʃiːə/)(아랍어: شيعيّ shīʿī, pl. shīʿiyyūn[*])라는 단어는 아랍어: شيعة علي shīʿat ʿAlī[*]에서 유래했다. 시아파 이슬람은 영어로 시아파주의(Shiism 또는 Shīʿism) (/ˈʃiːɪz(ə)m/)로, 시아파 무슬림은 시아이트(Shiites 또는 Shīʿites) (/ˈʃiːaɪt/)로도 불린다.
'시아'라는 용어는 무함마드의 생전에 처음 사용되었다. 현재 이 단어는 무함마드 사후 무슬림 공동체의 지도권이 무함마드의 사촌이자 사위인 알리 이븐 아비 탈리브와 그의 후계자들에게 있다고 믿는 무슬림들을 지칭한다. 나우바크티는 시아라는 용어가 무함마드의 시대와 그 이후에 알리를 이맘과 칼리파로 여긴 무슬림 집단을 지칭한다고 말한다. 알샤흐라스타니는 시아라는 용어가 알리가 무함마드에 의해 상속인, 이맘, 칼리파로 지명되었다고 믿는 사람들을 지칭한다고 말한다. 그리고 알리의 권위가 그의 후손들을 통해 유지된다고 말한다. 시아파 이슬람 신봉자들에게 이 확신은 쿠란과 이슬람의 역사에 암묵적으로 내포되어 있다. 시아파 무슬림 학자들은 권위의 개념이 아브라함 종교 예언자들의 가족과 관련되어 있으며, 쿠란의 구절 3:33와 3:34가 이를 보여준다고 강조한다: "실로 알라께서는 모든 백성 가운데서 아담, 노아, 아브라함의 가족과 암람의 가족을 택하셨노라. 그들은 서로의 후손이니라. 알라께서는 모든 것을 들으시고 아시는 분이시니라."

## 역사
원래 시아파의 정체성은 이맘 알리(ʿAlī)의 추종자들을 지칭했으며, 시아파 신학은 히즈라 (8세기) 이후에 체계화되었다. 최초의 시아파 정부와 사회는 9세기 말에 수립되었다. 10세기는 이슬람학자 루이 마시뇽에 의해 "이슬람 역사에서 시아파 이스마일파의 세기"로 불린다.

### 기원

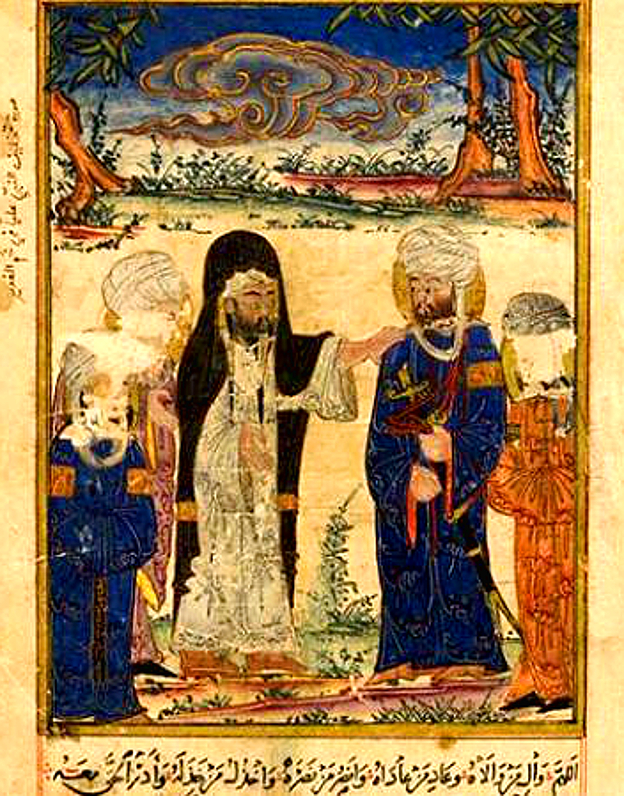
가디르 쿰에서 알리 이븐 아비 탈리브의 취임식 (MS Arab 161, fol. 162r, 1308–1309년, 일 칸국 시대 필사본 삽화)

무함마드의 사촌이자 파티마의 남편인 알리 이븐 아비 탈리브의 "추종자들"로 처음 알려진 시아파는 서기 656년에서 661년 사이 제1차 피트나 기간 동안 독자적인 운동으로 부상했다. 시아파 교리는 알리가 632년 무함마드 사망 후 공동체를 이끌어야 했다고 주장한다. 역사학자들은 시아파 이슬람의 기원에 대해 논쟁하며, 많은 서구 학자들은 시아파 이슬람이 진정한 종교 운동이라기보다는 정치적 파벌로 시작되었다고 주장한다. 다른 학자들은 종교-정치 분리의 개념이 서구 개념을 시대착오적으로 적용한 것이라고 보며 이에 동의하지 않는다.
시아파 무슬림들은 무함마드가 가디르 쿰에서의 연설 중 알리 이븐 아비 탈리브를 자신의 후계자로 지명했다고 믿는다. 서로 다른 무슬림 종파 간의 논쟁 지점은 무함마드가 연설 중 "누구든지 나를 자신의 마울라로 삼는 자는 알리를 자신의 마울라로 삼는다"는 선언을 했을 때 발생한다. 일부 판본에는 "오 하느님이시여, 알리의 친구를 친구로 삼고 그의 적을 적으로 삼으소서"라는 추가 문장이 있다. 수니파는 무함마드가 알리에 대한 합당한 우정과 존경을 강조했다고 주장한다. 반면 시아파 무슬림들은 이 진술이 알리를 무함마드의 지명된 후계자로 명확하게 지정하는 것이라고 주장한다. 시아파 자료들은 또한 이 사건의 추가적인 세부 사항을 기록하는데, 예를 들어 참석자들이 알리를 축하하고 그를 신자들의 사령관으로 칭송했다고 언급한다.
무함마드가 서기 632년에 사망했을 때, 알리 이븐 아비 탈리브와 무함마드의 가장 가까운 친척들이 장례를 준비했다. 그들이 그의 시신을 준비하는 동안, 아부 바크르, 우마르 이븐 알카타브, 그리고 아부 우바이다 이븐 알 자라흐는 메디나의 지도자들과 만나 아부 바크르를 초대 라시둔 칼리파로 선출했다. 아부 바크르는 632년부터 634년까지 통치했으며, 그 뒤를 이어 우마르(634–644)와 우스만(644–656)이 통치했다.

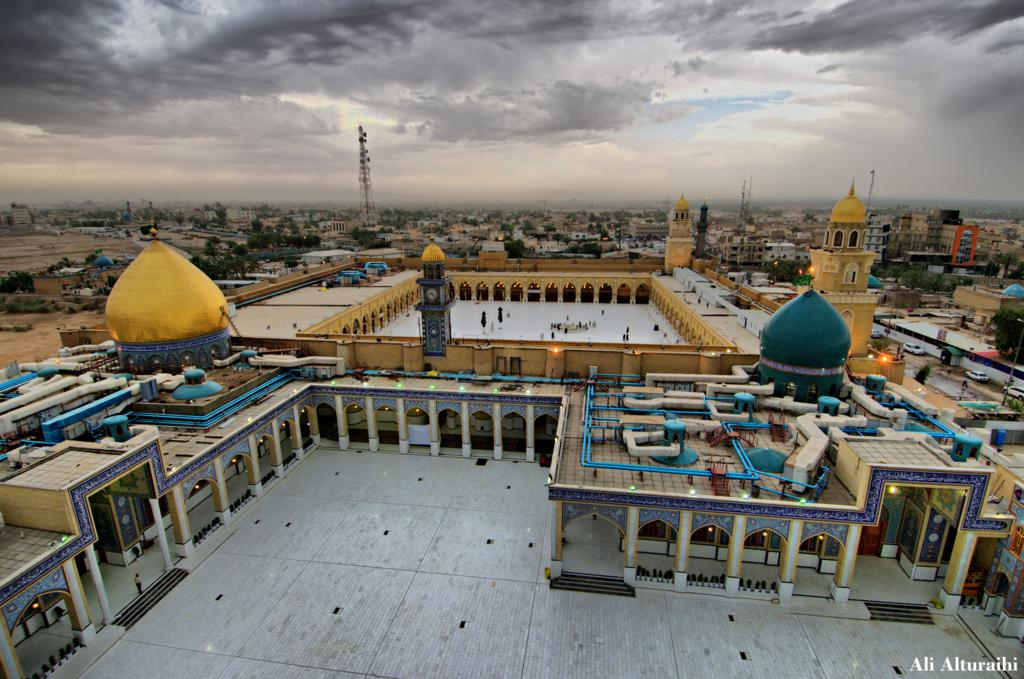
서기 661년 알리가 암살된 장소인 쿠파 대모스크

서기 657년 우스만이 살해되자, 메디나의 무슬림들은 알리를 네 번째 칼리파로 초대했으며, 그는 쿠파에 수도를 세웠다. 서기 656년부터 661년까지 초기 이슬람 제국에 대한 알리의 통치는 종종 논쟁의 대상이 되었다. 긴장감이 결국 제1차 피트나로 이어졌는데, 이는 제국 내 무슬림들 사이에서 벌어진 최초의 대규모 내전으로, 알리에 대한 일련의 반란으로 시작되었다. 반란군들은 이전에 알리의 칼리파국(칼리파)의 정당성을 인정한 바 있지만, 나중에 알리에게 등을 돌리고 그와 싸웠다.
긴장감은 656년 낙타 전투로 격화되었고, 알리의 군대는 아이샤, 탈하 이븐 우바이드 알라, 그리고 압드 알라 이븐 알-주바이르에 맞서 승리했다. 657년 시핀 전투는 알리에게 불리하게 전개되었는데, 그는 다마스쿠스 총독인 무아위야와의 중재 문제로 인해 패배했다. 알리는 쿠파로 물러났고, 658년 나흐라완에서 지지자에서 격렬한 라이벌로 변한 카리지파를 극복했다. 661년, 알리는 쿠파에서 기도 중 엎드려 절하는 행위를 하던 중 카리지파 암살자에 의해 암살당했다. 이어서 무아위야는 칼리파 자격을 주장했다.

### 하산, 후사인, 카르발라

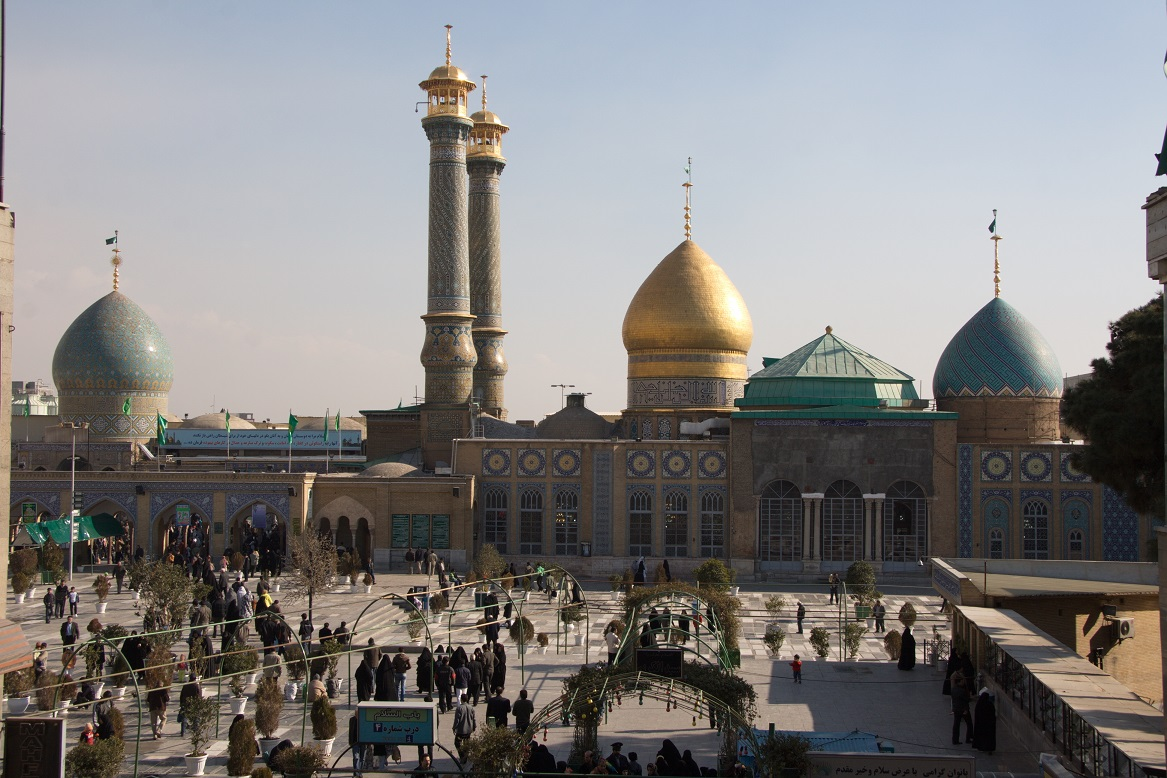
레이의 샤흐 압돌-아짐 사원에는 하산 이븐 알리의 후손이자 무함마드 알 타키의 동반자인 압드 알-아짐 알-하사니의 무덤이 있다.

알리가 죽자 그의 맏아들 하산은 쿠파의 무슬림들의 지도자가 되었다. 쿠파 무슬림들과 무아위야의 군대 사이에 일련의 교전이 있은 후, 하산 이븐 알리는 특정 조건에 따라 칼리파직을 무아위야에게 양도하고 무슬림들 사이에 평화를 유지하는 데 동의했다. 알리에 대한 공개적인 저주는 중단되어야 한다; 무아위야는 세금을 개인적인 용도로 사용해서는 안 된다; 평화가 있어야 하며, 하산의 추종자들은 안전과 권리를 보장받아야 한다; 무아위야는 결코 신자들의 사령관이라는 칭호를 사용하지 않을 것이다; 무아위야는 어떤 후계자도 지명하지 않을 것이다. 하산은 이후 메디나로 은퇴했으며, 670년에 무아위야가 칼리파직을 자신의 아들 야지드에게 넘기려 하산이 걸림돌이라고 여겨 비밀리에 접촉한 하산의 아내 자다 빈트 알-아슈앗에 의해 독살당했다.

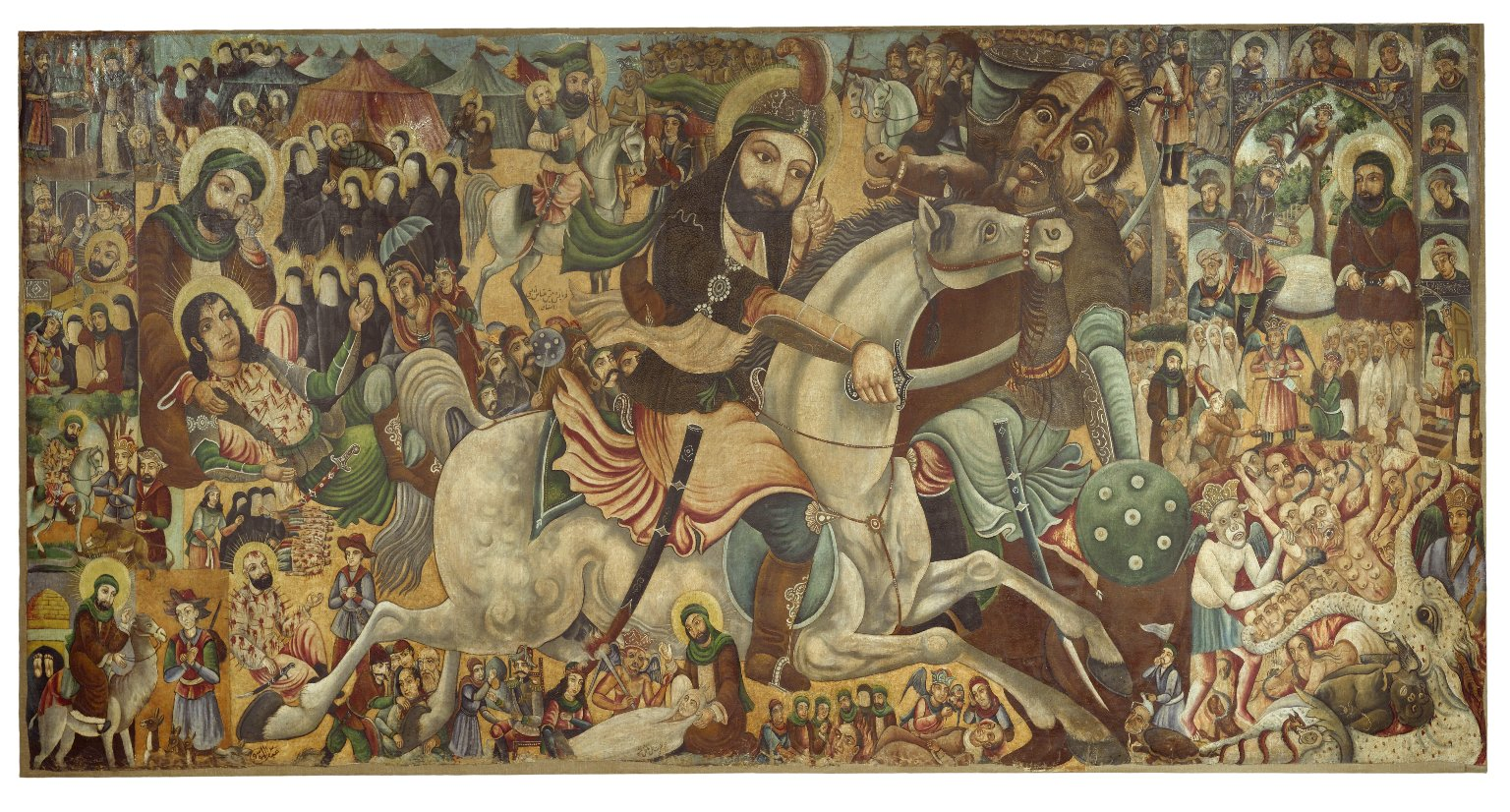
이스파한 출신 페르시아 예술가 아바스 알-무사비의 카르발라 전투 그림, 브루클린 미술관 (1868년~1933년)

알리의 막내아들이자 하산의 형제인 후사인 이븐 알리는 처음에는 무아위야에 맞서 무슬림들을 이끌고 칼리파직을 되찾으라는 요구에 저항했다. 서기 680년 무아위야가 사망하고 칼리파직을 자신의 아들 야지드에게 넘겨주면서, 하산 이븐 알리와 맺었던 조약을 파기했다. 야지드는 후사인에게 자신에게 충성(바이야)을 맹세하라고 요구했다. 알리의 파벌은 무아위야 사망 시 칼리파직이 알리의 혈통으로 돌아올 것을 기대했으므로, 이를 평화 조약에 대한 배신으로 간주하여 후사인은 이 충성 요구를 거부했다. 쿠파에서는 후사인이 돌아와 칼리파와 이맘으로서의 자리를 차지해야 한다는 광범위한 지지가 있었고, 이에 후사인은 메디나에서 가족과 추종자들을 모아 쿠파로 출발했다.
쿠파로 가는 길에 후사인은 카르발라 근처에서 야지드 군대의 방해를 받았다. 이 군대에는 쿠파 출신 사람들도 포함되어 있었다. 후사인은 항복하는 대신 싸우기로 결정했다. 카르발라 전투에서 후사인과 약 72명의 그의 가족과 추종자들이 살해되었고, 후사인의 머리는 다마스쿠스의 야지드에게 전달되었다. 시아 공동체는 후사인 이븐 알리를 순교자(샤히드)로 여기고, 그를 아흘 알 바이트의 이맘으로 간주한다. 카르발라 전투와 후사인 이븐 알리의 순교는 종종 시아파와 수니파 이슬람 종파 사이의 결정적인 분열로 인용된다. 후사인은 모든 시아파 분파들이 상호 인정하는 알리 이후의 마지막 이맘이다. 후사인과 그의 추종자들의 순교는 이슬람력의 첫 달인 무하람의 10번째 날에 일어나는 아슈라의 날에 기념된다.

### 아흘 알 바이트의 이맘직

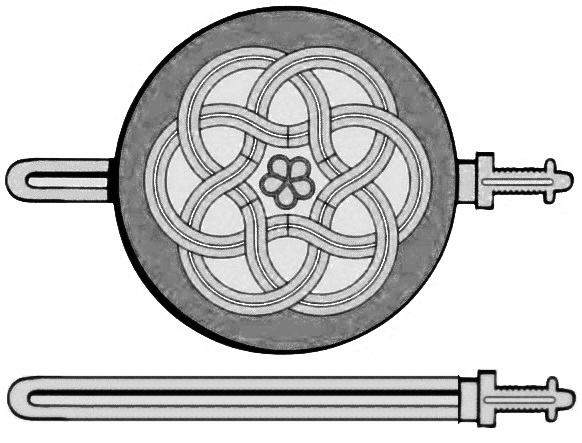
칼과 방패를 갖춘 줄피카르. 파티마 왕조의 알리 칼 묘사는 카이로 옛 시가지의 바브 알-나스르(아래 참조)와 같은 문에 새겨져 있다. 두 개의 칼은 사드 이븐 자이드 알-아슈할리의 습격 중 이슬람 이전의 아라비아 신 마나트의 신전에서 노획되었다. 무함마드는 그 중 하나가 "줄피카르"라며 알리에게 주었고, 이는 알리의 칼이자 시아파 이슬람의 상징으로 유명해졌다.

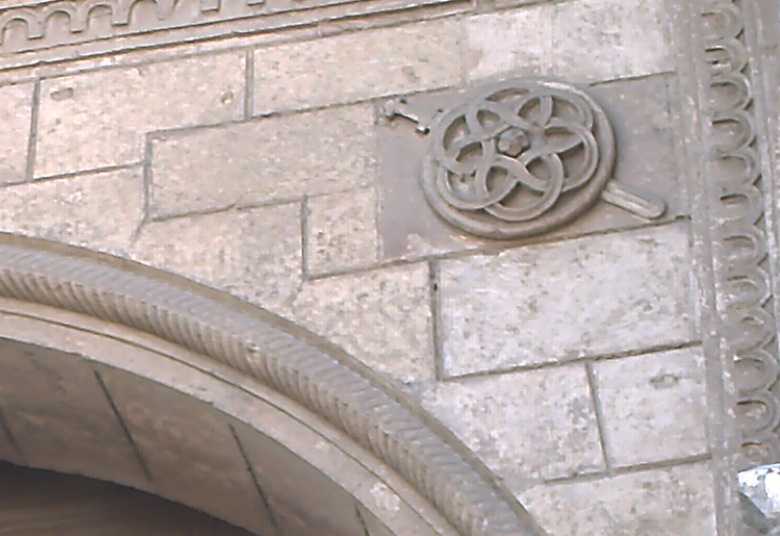
카이로의 바브 알-나스르 문 벽에 새겨진 알리의 칼과 방패 묘사

나중에 열두 이맘파와 이스마일파를 포함한 대부분의 시아파 종파는 이맘파가 되었다. 시아파 무슬림들은 이맘이 무함마드의 영적, 정치적 후계자라고 믿는다. 이맘은 무슬림 공동체를 정의롭게 통치할 뿐만 아니라 신성한 율법과 그 비의적 의미를 보존하고 해석할 수 있는 인간 개개인이다. 무함마드와 이맘들의 말과 행동은 공동체가 따를 지침과 모범이 된다; 따라서 그들은 오류와 죄로부터 자유로워야 하며, 신성한 명령(nass)을 통해 무함마드가 선택해야 한다. 시아파 이슬람에 특유한 이 관점에 따르면, 항상 시대의 이맘이 존재하며, 그는 무슬림 공동체의 모든 신앙 및 법률 문제에 대한 신성하게 임명된 권위이다. 알리는 이 계통의 첫 번째 이맘이자 무함마드의 정당한 후계자였으며, 그 뒤를 이어 무함마드의 딸 파티마를 통해 무함마드의 남성 후손들이 이맘직을 계승했다.

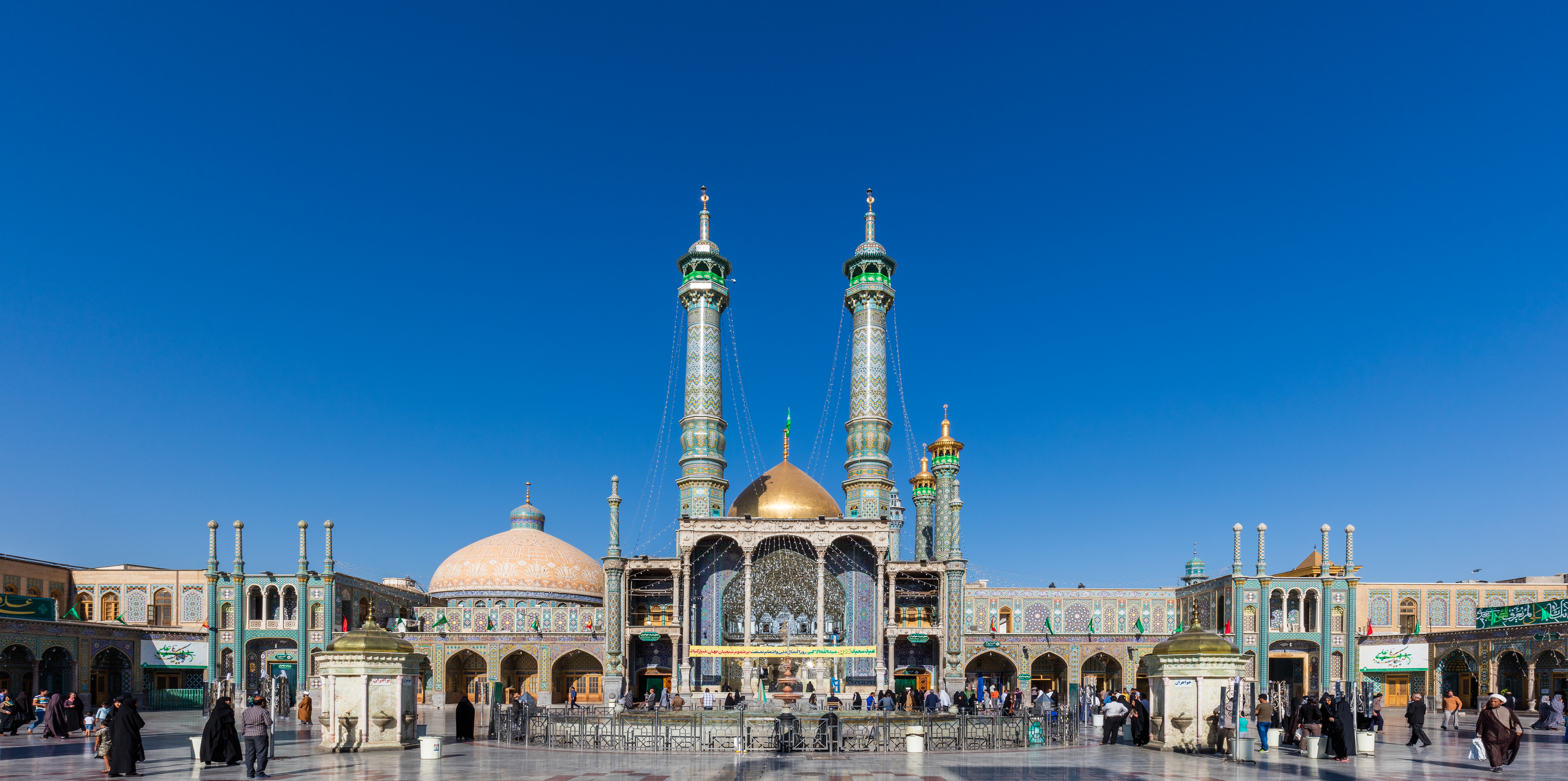
곰에 있는 파티마 마수메 사원에는 무사 알 카짐의 딸이자 이맘 레자의 누이인 파티마 마수메의 묘소가 있다. 이들은 열두 이맘파 이슬람에서 7대 및 8대 이맘이다.

아흘 알 바이트(무함마드의 가족과 후손)를 따르거나 아부 바크르에게 충성하는 것 사이의 이러한 차이는 시아파-수니파 분열을 형성했으며, 이슬람 역사 전반에 걸쳐 일부 꾸란 구절, 하디스 문헌(이슬람 예언자 무함마드의 생전에 그에게 귀속되는 언행 기록), 그리고 이슬람 신앙의 다른 영역에 대한 해석에 영향을 미쳤다. 예를 들어, 시아파 무슬림들이 숭배하는 하디스 모음집은 아흘 알 바이트 구성원들과 그들의 지지자들의 서술을 중심으로 하며, 아흘 알 바이트에 속하지 않거나 지지하지 않는 서술자들이 전한 일부 하디스는 포함되지 않는다.
예를 들어, 아부 후라이라의 경우, 이븐 아사키르가 자신의 타아리크 카비르(Taʿrikh Kabir)에, 무타키가 자신의 칸즈울-움마(Kanzuʿl-Umma)에 기록하기를, 우마르 이븐 알카타브가 그를 채찍질하고 꾸짖으며 무함마드로부터 하디스를 전하는 것을 금지했다고 한다. 우마르는 다음과 같이 말했다고 전해진다: "네가 성스러운 예언자로부터 많은 하디스를 전하기 때문에, 너는 그에게 거짓말을 돌리는 데만 적합하다. (즉, 너와 같은 악한 자는 성스러운 예언자에 대해 거짓말만 할 것으로 예상된다.) 그러니 예언자로부터 하디스를 전하는 것을 멈춰야 한다; 그렇지 않으면 너를 두스의 땅으로 보낼 것이다." (아부 후라이라가 속한 예멘의 아랍 씨족).
수니파 무슬림에 따르면, 알리는 아부 바크르의 네 번째 후계자였지만, 시아파 무슬림들은 알리가 무함마드의 첫 번째 신성하게 승인된 "이맘"이자 후계자였다고 주장한다. 시아파 역사에서 중요한 사건은 서기 680년 카르발라 전투에서 알리의 아들 후사인 이븐 알리와 그의 추종자 71명이 순교한 것이다. 그는 반항적인 칼리파에 대항하여 불충 운동을 이끌었다.
열두 이맘 시아파와 이스마일파 시아파에서는 신성한 지혜(ʿaql)가 예언자와 이맘들의 영혼의 근원이며, 이 지혜가 그들에게 비의적 지식(ḥikmah)을 부여했고, 그들의 고통이 추종자들에게 신성한 은총의 수단이었다고 믿어진다. 이맘은 신성한 계시(waḥy)를 받은 자가 아니었음에도 불구하고, 하나님과 긴밀한 관계를 통해 하나님이 그를 인도하고, 이맘은 다시 사람들을 인도했다. 이맘직, 즉 신성한 안내자에 대한 믿음은 열두 이맘파와 이스마일파 시아파의 근본적인 신념이며, 하나님이 인류를 신성한 안내에 접근하지 못하게 내버려두지 않으리라는 개념에 기반한다.

### 이맘 마흐디, 시아파의 마지막 이맘

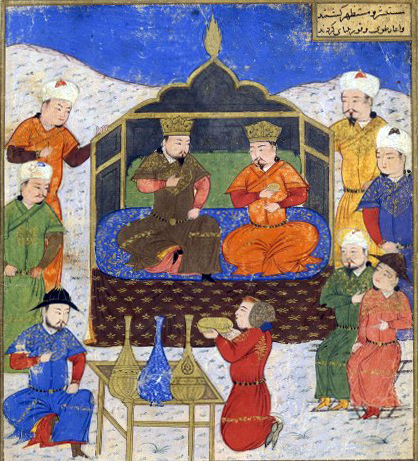
칭기즈 칸의 전통과 달리, 가잔 칸과 그의 형제 울제이투는 모두 이슬람 경계 내의 종파적 차이에 관대했다.

시아파 이슬람에서 이맘 마흐디는 이슬람의 예언된 종말론적 구원자로 간주되며, 최후의 심판의 날 이전에 7년, 9년 또는 19년(해석에 따라 다름) 동안 통치하며 세상을 악으로부터 정화할 것이다. 이슬람 전통에 따르면, 마흐디의 통치 기간은 예수(ʿĪsā)의 재림과 일치하며, 예수는 마흐디가 다잘(문자적으로 "거짓 메시아" 또는 적그리스도)에 대항하는 것을 도울 것이다. 이슬람에서 메시아로 여겨지는 예수는 다마스쿠스 동쪽의 흰색 아케이드 지점에 노란색 옷을 입고 머리에 기름을 부은 채 강림할 것이다. 그는 그 후 마흐디와 함께 다잘과의 전쟁에 참여할 것이며, 거기서 마흐디가 다잘을 죽이고 인류를 단결시킬 것으로 믿어진다.

### 왕조
카르발라 전투(서기 680년) 이후 한 세기 동안 다양한 시아파 계열 그룹이 신흥 이슬람 세계에 확산되면서, 시아파 지도력 또는 인구에 기반한 여러 국가가 등장했다.
- 이드리스 왕조 (788–985년): 현재 모로코에 있었던 자이드파 왕조.
- 카르마트 (899–1077년): 이스마일파 이란 왕조. 본부는 동아라비아와 바레인에 있었다. 아부 사이드 알-잔나비가 건국했다.
- 부와이흐 왕조 (934–1055년): 열두 이맘파 이란 왕조. 전성기에는 이란과 이라크의 많은 부분을 차지했다.
- 우카일리드 (990–1096년): 자지라, 북부 시리아, 이라크의 여러 지역을 통치했던 여러 계통의 시아파 아랍 왕조.
- 일 칸국 (1256–1335년): 13세기 이란에 세워진 페르시아화된 몽골 칸국으로, 몽골 제국의 일부로 간주된다. 일 칸국은 원래 1219년–1224년 호라즘 제국에 대한 칭기즈 칸의 원정에 기반했으며, 오늘날 이란, 이라크, 아프가니스탄, 투르크메니스탄, 아르메니아, 아제르바이잔, 조지아, 튀르키예, 파키스탄의 대부분을 차지하는 서아시아와 중앙아시아 영토에 칭기즈 칸의 손자인 훌라구에 의해 건국되었다. 일 칸국은 처음에는 여러 종교를 포용했지만, 특히 불교와 기독교에 호의적이었다. 1295년 가잔부터 시작된 후기 일 칸국 통치자들은 이슬람을 국교로 택했다. 그의 형제 울제이투는 시아파 이슬람을 장려했다.[44]
- 바흐마니드 (1347–1527년): 남인도의 데칸고원에 있던 시아파 무슬림 국가이자 중세 인도 왕국 중 하나.[45] 바흐마니드 술탄국은 남인도의 첫 독립 이슬람 왕국이었다.[46]

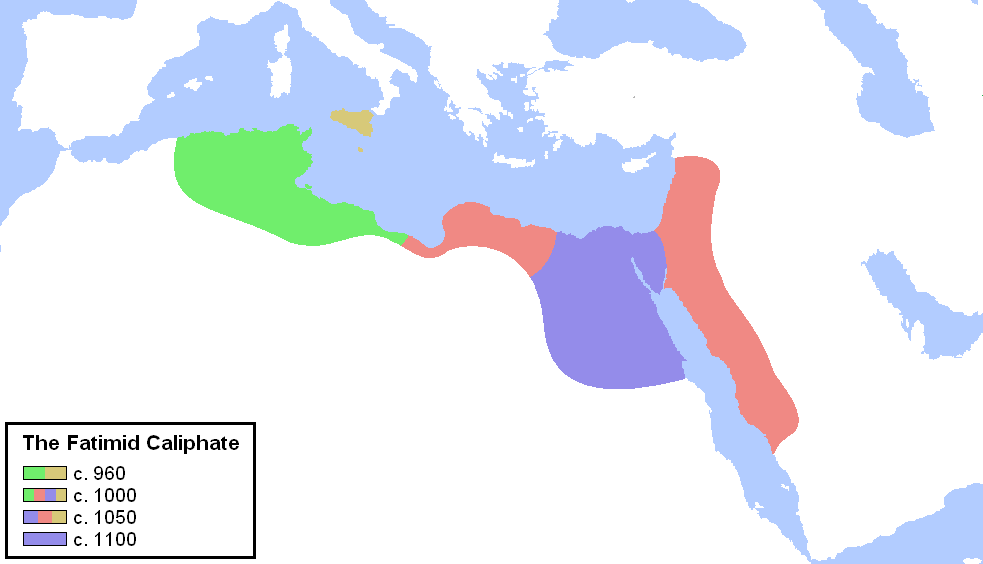
전성기의 파티마 칼리파국, 1100년경

#### 파티마 칼리파국

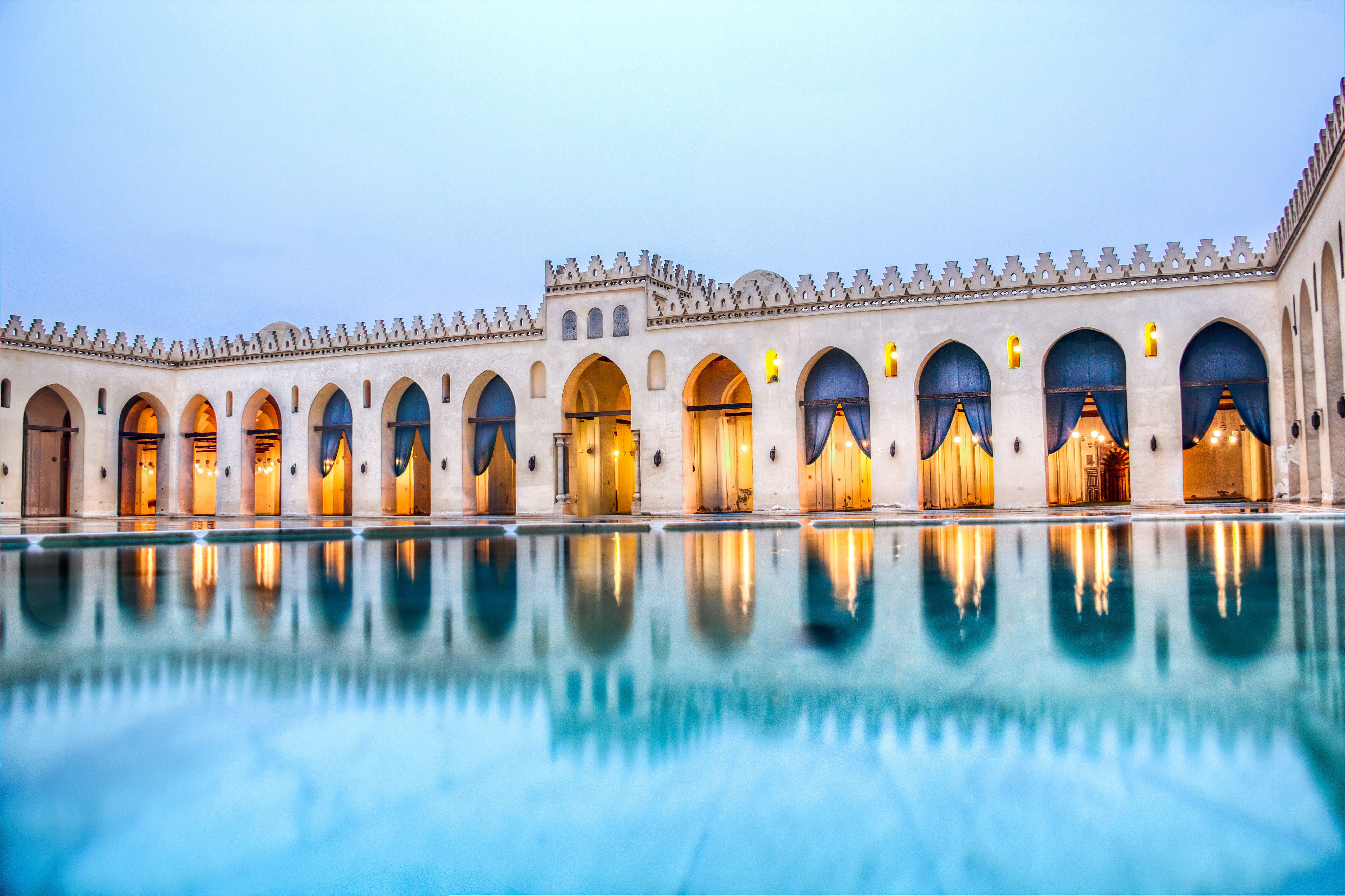
알하킴 모스크, 알하킴 비아므르 알라 (985–1021년)의 이름을 따서 명명됨. 6대 파티마 칼리파이자 16대 이스마일파 이맘. 이슬람 카이로, 이집트.

- 파티마 왕조 (909–1171년): 북아프리카의 많은 지역, 레반트, 아라비아반도의 일부 지역, 그리고 메카와 메디나의 성스러운 도시들을 통치했다. 이 집단은 파티마, 즉 무함마드의 딸의 이름을 따서 명명되었는데, 그들은 파티마의 후손이라고 주장한다.
  - 서기 909년에 시아파 군사 지도자 아부 압달라 알-시이는 북아프리카의 수니파 통치자들을 전복시켰고, 이 사건은 파티마 칼리파국의 건국으로 이어졌다.[47]
  - 알-카이드 자와르 이븐 압달라(아랍어: جوهر; 활동 966년–사망 992년)는 시아파 파티마 왕조 장군이었다. 칼리파 알-무이즈의 명령으로 그는 북아프리카와 그 다음으로 이집트를 정복했고,[48] 카이로[49]와 알아즈하르 모스크를 건설했다. 원래 그리스 노예였던 그는 알-무이즈에 의해 해방되었다.[50]

#### 사파비 제국

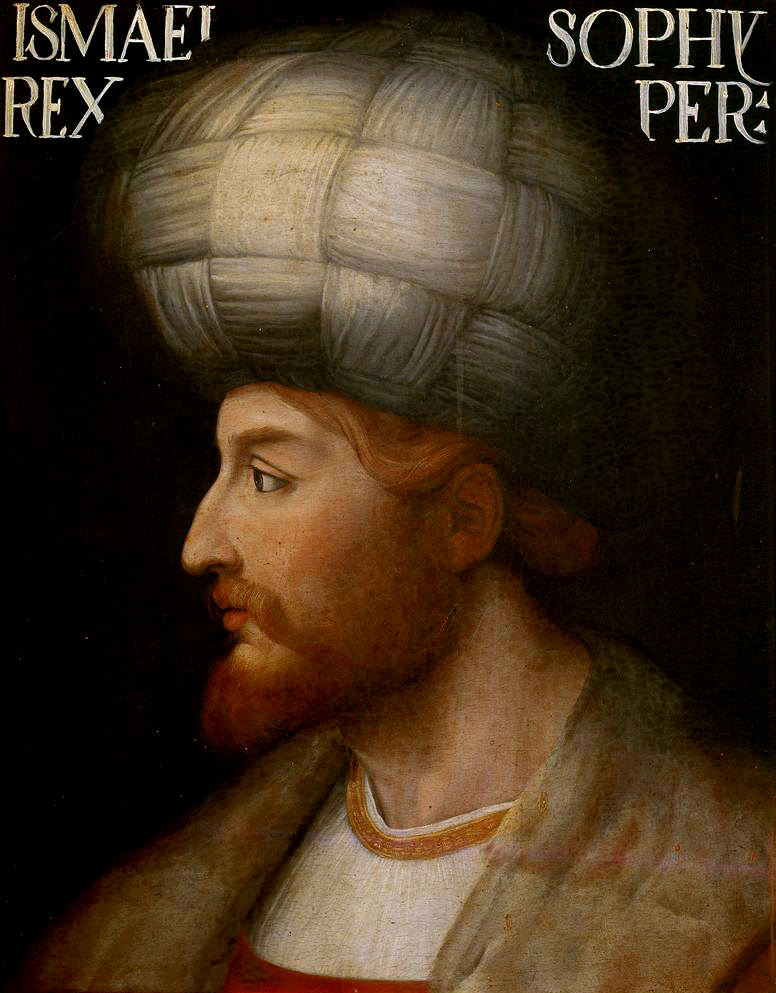
사파비 제국의 이스마일 1세가 수행한 첫 번째 조치 중 하나는 열두 이맘파 이슬람을 이란의 공식 종교로 선포한 것이었다. 이로 인해 그는 아바스 칼리파들, 수니파 이맘 아부 하니파, 그리고 수피 무슬림 금욕주의자 압둘 카디르 길라니의 묘를 1508년에 파괴하면서 중동에 종파적 긴장을 야기했다. 1533년에 오스만 튀르크인들은 이라크를 정복한 후 다양한 중요한 수니파 성지를 재건했다.

시아파 이슬람 역사의 주요 전환점은 페르시아에 사파비 왕조(1501–1736)가 지배력을 행사한 것이었다. 이는 무슬림 세계에 여러 변화를 가져왔다:
- 몽골 정복 이후 존재했던 수니파와 시아파 간의 상대적인 상호 관용이 끝나고 두 그룹 간의 적대감이 다시 고조되었다.
- 시아파 성직자들이 처음에는 국가에 의존했지만, 나중에는 공식 정책과 다른 정치적 입장을 취할 수 있는 독립적인 울라마 집단이 등장했다.[53]
- 페르시아 이슬람 교육 및 종교 학습 센터의 중요성이 커지면서, 열두 이맘파 시아파 이슬람이 주로 아랍 현상에서 주로 페르시아 현상으로 바뀌었다.[54]
- 아크바리 학파의 성장이 이루어졌는데, 이 학파는 쿠란, 하디스 문헌, 그리고 순나(이슬람 예언자 무함마드의 생전에 그에게 귀속되는 언행 기록)만이 판결의 근거가 되어야 한다고 가르치며, 이성적 추론의 사용을 거부했다.

사파비 왕조의 몰락과 함께, 이란의 국가—정부 임명 재판관(qāḍī)을 가진 국가 사법 체계를 포함하여—는 훨씬 약해졌다. 이는 샤리아 법원의 무즈타히드에게 법적 공백을 메울 기회를 주었고, 울라마가 그들의 사법 권위를 주장할 수 있도록 했다. 우술리 학파 역시 이 시기에 세력을 키웠다.

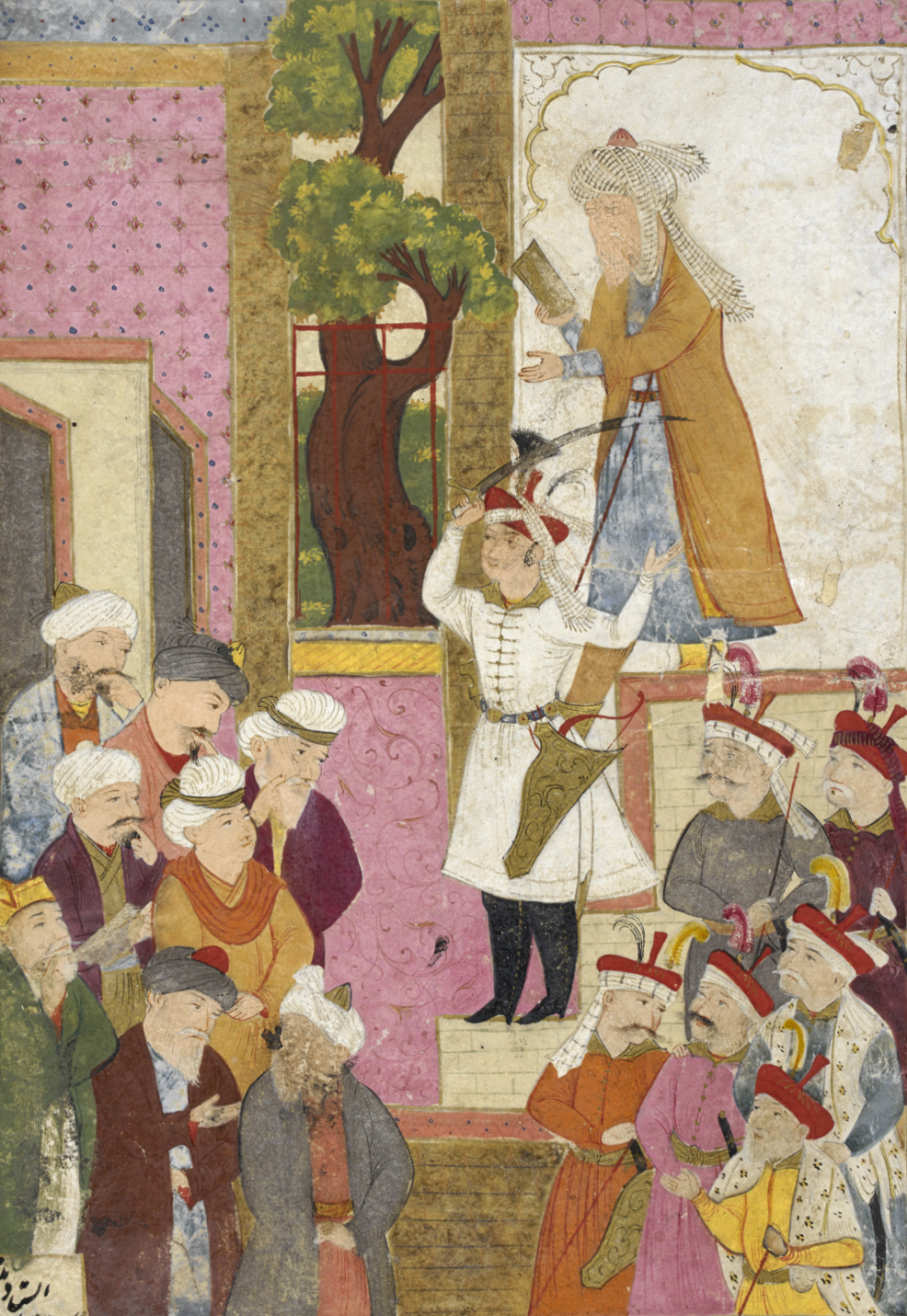
열두 이맘 시아파를 사파비 왕조의 국교로 선포하는 모습
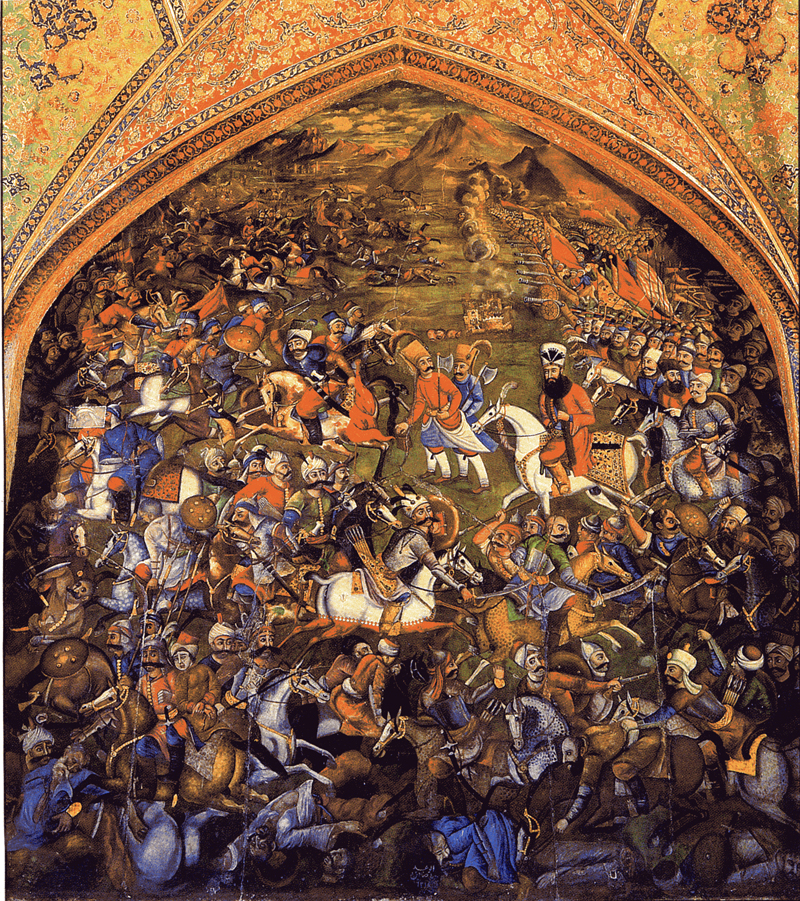
1514년의 찰디란 전투는 중동에서 무슬림 종파 간의 주요 종파 갈등이었다.
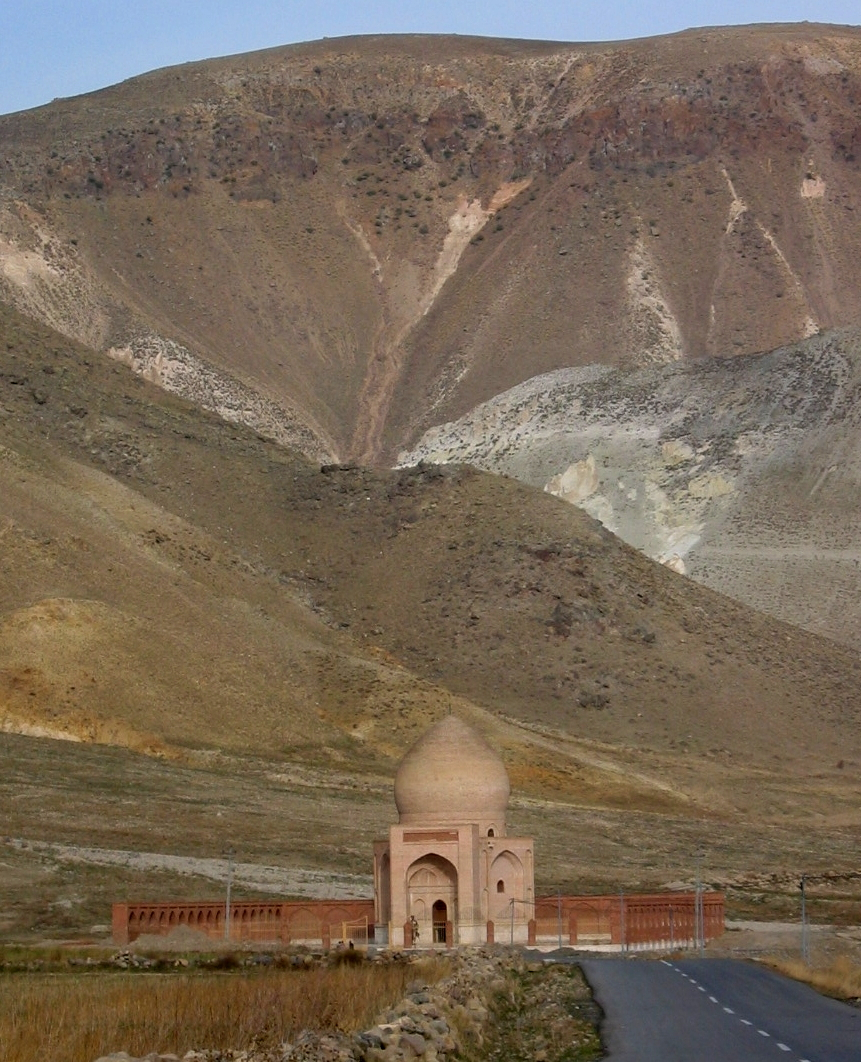
찰디란 전투를 기념하는 기념비. 이 전투에서 시아파와 수니파 무슬림 7,000명 이상이 서로를 죽였다.

## 신념
시아파 이슬람은 다양한 교파와 하위 집단을 포괄하지만, 모두 무슬림 공동체(움마)의 지도자가 이슬람 예언자 무함마드의 가족인 아흘 알 바이트에서 나와야 한다는 믿음으로 결속되어 있다. 시아파 이슬람은 무슬림 세계에서 완전히 독립적인 종교 해석 및 정치 권력 체계를 구현한다.

### 알리: 무함마드의 정당한 후계자

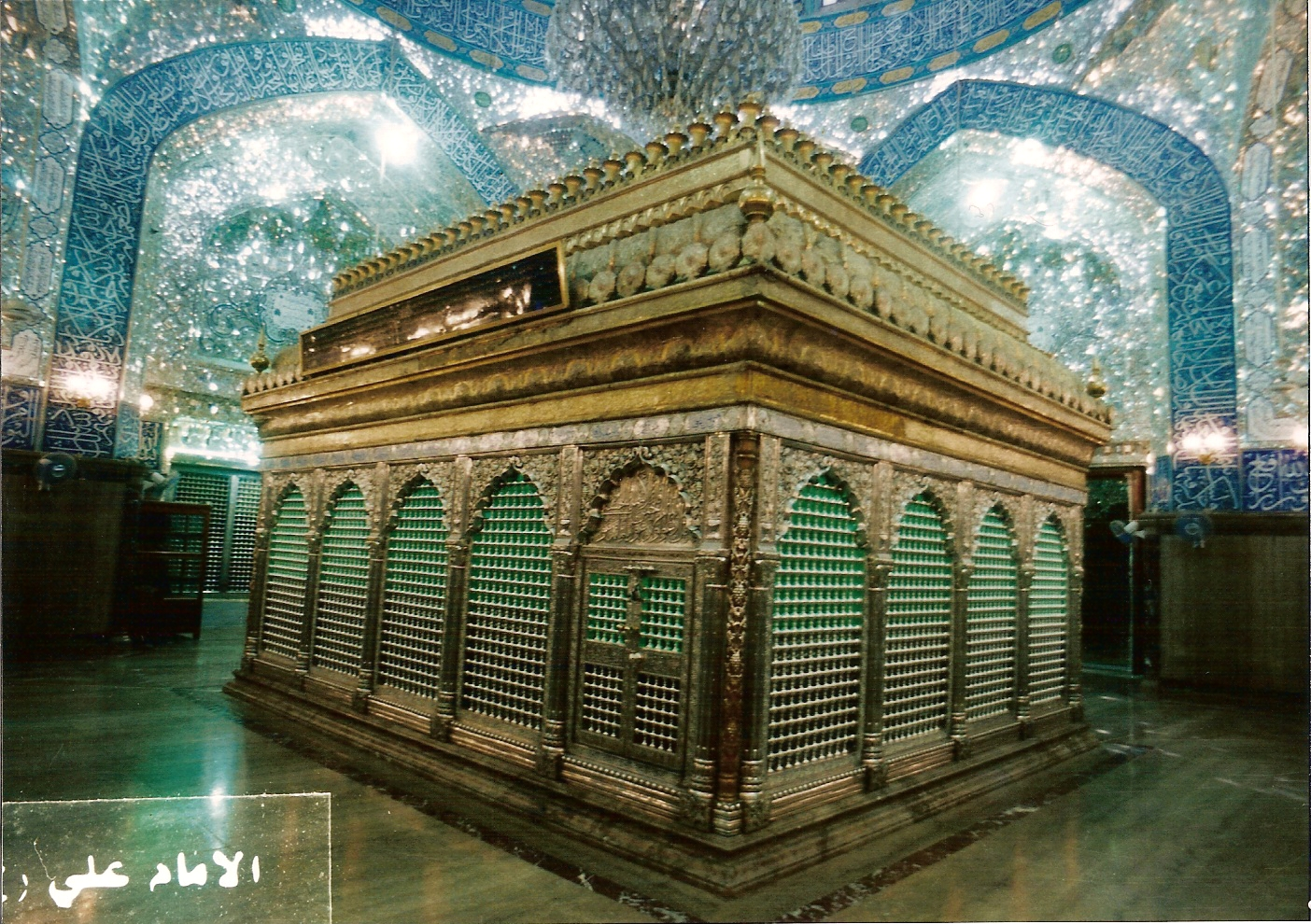
나자프에 있는 이맘 알리 성소의 알리 무덤 위에 놓인 다리, 시아파 이슬람에서 가장 성스러운 장소이다.

시아파 무슬림들은 예언자가 하나님에 의해서만 임명되는 것처럼, 오직 하나님만이 그의 예언자의 후계자를 임명할 특권을 가진다고 믿는다. 그들은 하나님이 알리 이븐 아비 탈리브를 무함마드의 후계자이자 이슬람의 첫 번째 칼리파(아랍어: خليفة)로 선택했다고 믿는다. 시아파 무슬림들은 무함마드가 여러 차례 하나님의 명령에 따라 알리를 자신의 후계자로 지명했으며, 특히 가디르 쿰의 이드에서 가장 두드러졌다고 믿는다. 또한, 알리는 무함마드의 첫 사촌이자 가장 가까운 생존 남성 친척이었고, 무함마드의 딸 파티마와 결혼하여 사위였다.

### 신앙 고백 (샤하다)

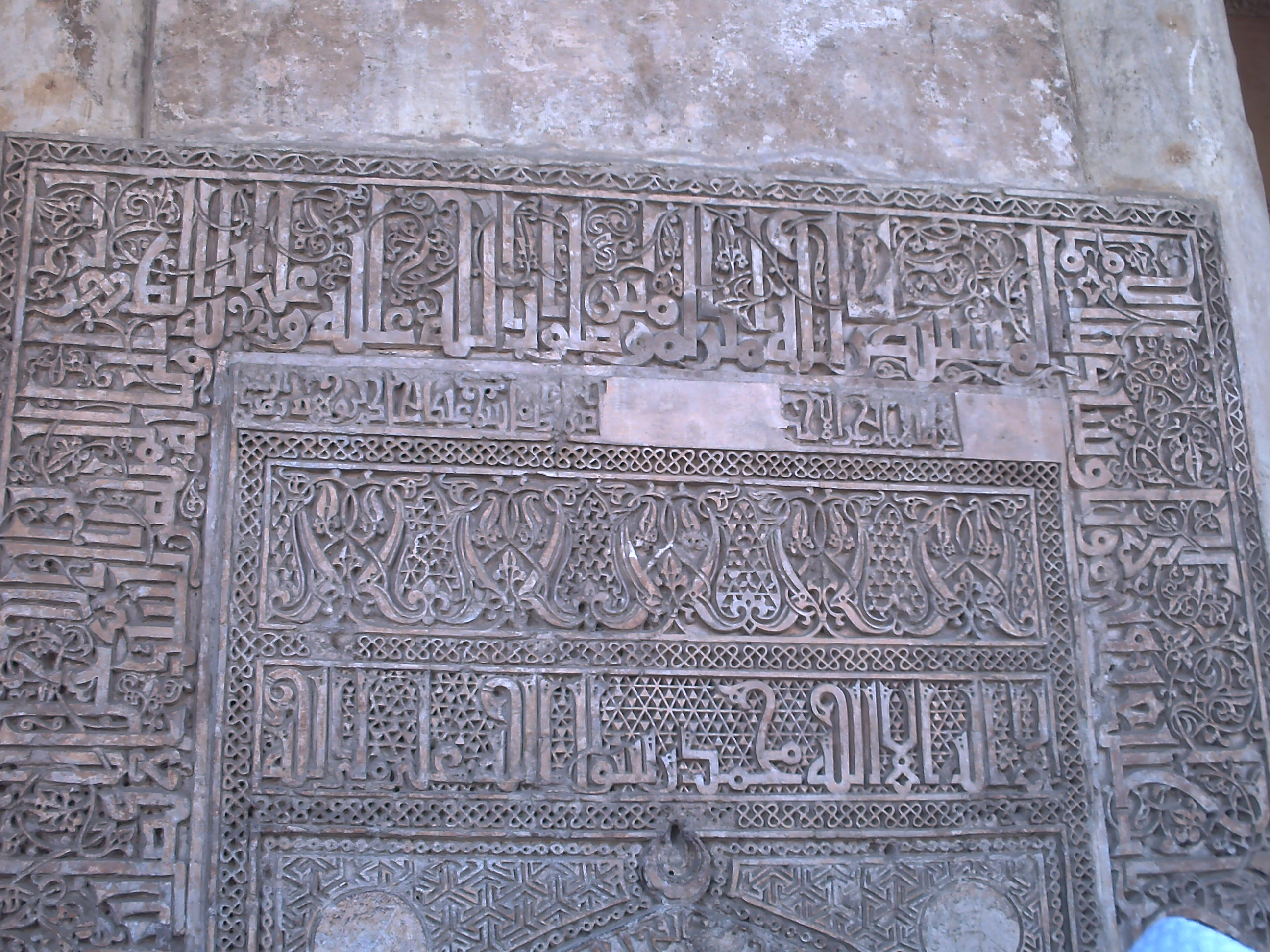
카이로의 이븐 툴룬의 모스크의 키블라에 있는 칼리마(Kalema)로, 알리 운-왈리울라(Ali-un-Waliullah, علي ولي الله: "알리는 이슬람의 하나님의 수호자이다")라는 문구가 표시되어 있다.

이슬람 신앙 고백(아랍어: الشهادة)의 시아파 버전은 수니파와 다르다. 수니파 샤하다는 라 일라하 일랄라, 무함마둔 라술룰라(아랍어: لَا إِلٰهَ إِلَّا الله مُحَمَّدٌ رَسُولُ الله)라고 선언하지만, 시아파 무슬림은 이 신앙 선언에 알리 운-왈리울라(아랍어: علي ولي الله)라는 문구를 추가한다. 알리 이븐 아비 탈리브를 하나님의 왈리(Wali)로 믿는 시아파의 근거는 꾸란 5장 55절에서 유래한다.
신앙 선언에 추가된 이 문구는 무함마드의 가족과 혈통을 통한 권위의 계승을 강조하는 시아파의 입장을 담고 있다. 따라서 시아파 샤하다의 세 구절은 이슬람의 근본 신념인 타우히드(아랍어: تَوْحِيد), 누부와(아랍어: نبوة), 그리고 이맘직(아랍어: إمامة)을 다룬다.

### 무오성 (이즈마)
이즈마(아랍어: عِصْمَة)는 이슬람에서 무오성 또는 "신성하게 부여된 오류와 죄로부터의 자유" 개념이다. 무슬림들은 무함마드와 다른 예언자들이 이즈마를 소유했다고 믿는다. 열두 이맘파와 이스마일파 시아파는 파티마, 즉 무함마드의 딸에게도 이 속성을 부여하는 반면, 자이드파 시아파는 이맘들에게 이즈마를 부여하지 않는다. 비록 처음에는 정치적 운동으로 시작되었지만, 이맘들의 무오성과 무죄성은 나중에 (자이드파가 아닌) 시아파 이슬람의 독특한 신념으로 발전했다.
시아파 무슬림 신학자들에 따르면, 무오성은 영적, 종교적 지도를 위한 합리적이고 필수적인 전제 조건으로 간주된다. 그들은 하나님이 이 인물들에게 절대적인 복종을 명령했으므로, 그들은 오직 옳은 것만을 명령해야 한다고 주장한다. 무오성 상태는 정화의 구절에 대한 시아파 해석에 기반한다. 따라서 그들은 가장 순수한 존재이며, 모든 불결함으로부터 보존되고 면역된 유일하게 순결한 존재이다. 이는 초자연적인 힘이 그들이 죄를 저지르는 것을 막는다는 의미가 아니라, 그들이 하나님에 대한 절대적인 믿음을 가지고 있기 때문에 죄를 짓는 모든 행위를 삼간다는 사실 때문이다.
그들은 또한 하나님의 뜻에 대한 완전한 지식을 가지고 있다. 그들은 천사들(아랍어: ملائِكة)이 예언자들(아랍어: أنبياء)과 사도들(아랍어: رُسل)에게 가져온 모든 지식을 소유하고 있다. 그들의 지식은 모든 시간의 총체를 포괄한다. 따라서 그들은 종교적인 문제에 있어서 오류 없이 행동한다고 믿어진다. 시아파 무슬림들은 알리 이븐 아비 탈리브를 무함마드의 후계자로 여기며, 그는 무슬림 공동체 전체를 정의롭게 통치할 뿐만 아니라 이슬람 신앙, 관행, 그리고 그 비의적인 의미를 해석한다고 믿는다. 알리는 시아파 관점에서 무함마드와 유사하게 "완벽한 인간"(아랍어: الإنسان الكامل)으로 간주된다.

### 은폐 (가이바)

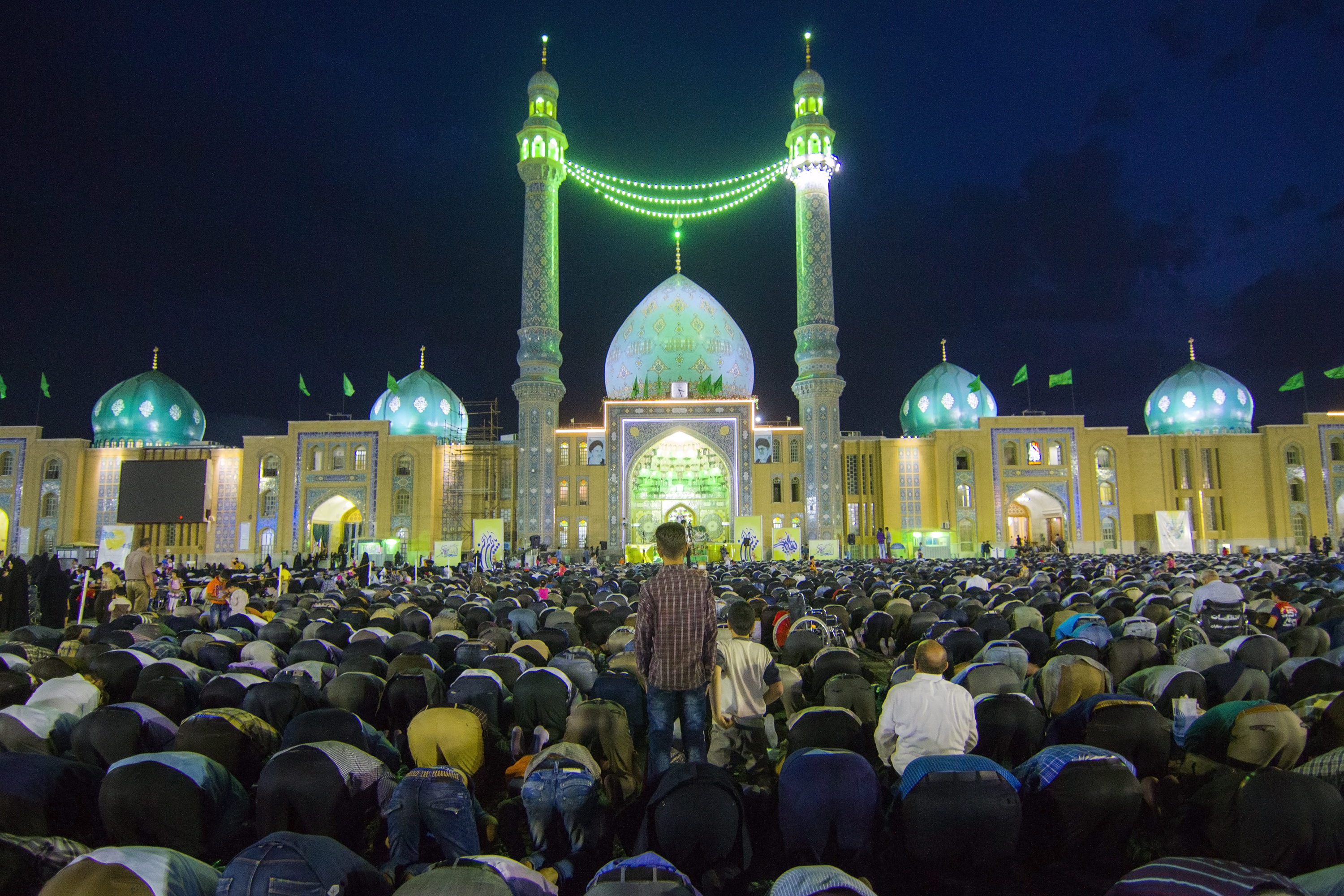
곰에 있는 잠카란 모스크는 시아파 무슬림의 인기 있는 순례지이다. 현지 신앙에 따르면 제12대 시아파 이맘—열두 이맘파에 따르면 약속된 마흐디—가 한때 잠카란에 나타나 기도를 올렸다고 한다.

은폐는 시아파 이슬람의 여러 교파에서 믿는 종말론적 신념으로, 언젠가 지구로 돌아와 세상에 정의를 가득 채울 "마흐디"로 알려진 숨겨진 마지막 이맘에 관한 것이다. 열두 이맘파 시아 이슬람의 교리에 따르면, 이맘 마흐디의 주요 목표는 이슬람 국가를 세우고 무함마드에게 계시된 이슬람 법을 적용하는 것이다. 꾸란에는 시아 이슬람의 기본 교리인 이맘직에 대한 구절이 포함되어 있지 않다.
일부 시아파 하위 종파, 예를 들어 자이드파와 니자리 이스마일파는 은폐 사상을 믿지 않는다. 은폐를 믿는 집단들은 이맘직의 어느 혈통이 유효한지, 따라서 어떤 개인이 은폐에 들어갔는지에 대해 의견이 갈린다. 그들은 그의 귀환 시기를 나타낼 많은 징후들이 있다고 믿는다.
열두 이맘 시아파 무슬림들은 예언된 마흐디이자 12대 시아파 이맘인 후자트 알라 알-마흐디가 이미 은폐 상태로 지구에 있으며, 종말에 귀환할 것이라고 믿는다. 타이이비 이스마일파와 파티마/보라/다우디 보라는 그들의 21대 타이이브인 알-타이이브 아비 알-카심에 대해서도 동일하게 믿으며, 또한 다이 알-무틀라크("무제한 선교사")가 그와 연락을 유지한다고 믿는다. 수니파 무슬림들은 미래의 마흐디가 아직 지구에 도래하지 않았다고 믿는다.

#### 하디스 전통
시아파 무슬림들은 알리의 지위가 가디르 쿰의 하디스, 두 가지 중요한 것의 하디스, 펜과 종이의 하디스, 가까운 가족 초대 하디스, 그리고 열두 후계자의 하디스를 포함한 수많은 하디스 보고서에 의해 뒷받침된다고 믿는다. 특히 망토의 하디스는 수니파와 시아파 학자 모두에 의해 무함마드의 알리와 그의 가족에 대한 감정을 설명하기 위해 자주 인용된다. 시아파 무슬림들은 아흘 알 바이트와 그들의 가까운 동료들에게 귀속되는 하디스를 연구하고 읽는 것을 선호하며, 대부분 자신들만의 별도의 하디스 정경을 가지고 있다.

### 성유물 (타바르룩)
시아파 무슬림들은 아브라함 종교의 모든 예언자, 심지어 무함마드의 무기와 성물들이 아흘 알 바이트의 이맘들에게 계승되었다고 믿는다. 자파르 알 사디크, 즉 6대 시아파 이맘은 키타브 알-카피에서 "내게 알라의 사도의 무기가 있다. 이는 논쟁의 여지가 없다"고 언급한다.
더 나아가, 그는 자신에게 신의 사도의 칼과 갑옷, 라맘(페넌트)과 투구가 있다고 주장한다. 또한, 자신에게 신의 사도의 깃발, 승리의 깃발이 있다고 언급한다. 자신에게는 모세의 지팡이, 솔로몬, 다윗의 아들 솔로몬의 반지, 그리고 모세가 제물을 바치던 쟁반이 있다. 자신에게는 신의 사도가 그것을 무슬림과 이교도 사이에 놓을 때마다 이교도들로부터 어떤 화살도 무슬림들에게 미치지 못하게 하는 이름이 있다. 자신에게는 천사들이 가져온 유사한 물건이 있다.
알-사디크는 또한 무기의 전달이 이마마트(지도력)를 받는 것과 동의어이며, 이는 이스라엘 백성의 집에 있는 계약의 궤가 예언자 직분을 나타냈던 것과 유사하다고 서술했다. 이맘 알리 알 리다는 우리 가운데 무기가 가는 곳마다 지식도 따라갈 것이며, 무기는 지식 있는 자들(이마마트)로부터 결코 떠나지 않을 것이라고 서술한다.

### 기타 교리

#### 지식 습득의 필요성에 대한 교리
무함마드 리다 알-무자파르에 따르면, 하느님은 인간에게 이성과 논증의 능력을 주셨다. 또한, 하느님은 모든 피조물을 자신의 권능과 영광의 표징으로 언급하면서, 인간에게 창조에 대해 신중하게 생각하는 시간을 보내라고 명령한다. 이 표징들은 모든 우주를 포함한다. 더욱이, 작은 세계로서의 인간과 큰 세계로서의 우주 사이에는 유사성이 있다. 하느님은 생각 없이 모방만으로 자신을 따르는 자들의 믿음을 받아들이지 않으며, 오히려 그러한 행동을 비난한다. 다시 말해, 인간은 하느님께서 우리에게 부여하신 이성과 지성이라는 능력을 사용하여 우주에 대해 생각해야 한다. 시아파 무슬림 사이에서 지성의 능력에 대한 강조가 더 크기 때문에, 예언을 주장하는 사람의 주장조차도 지성을 기반으로 평가된다.

## 관행

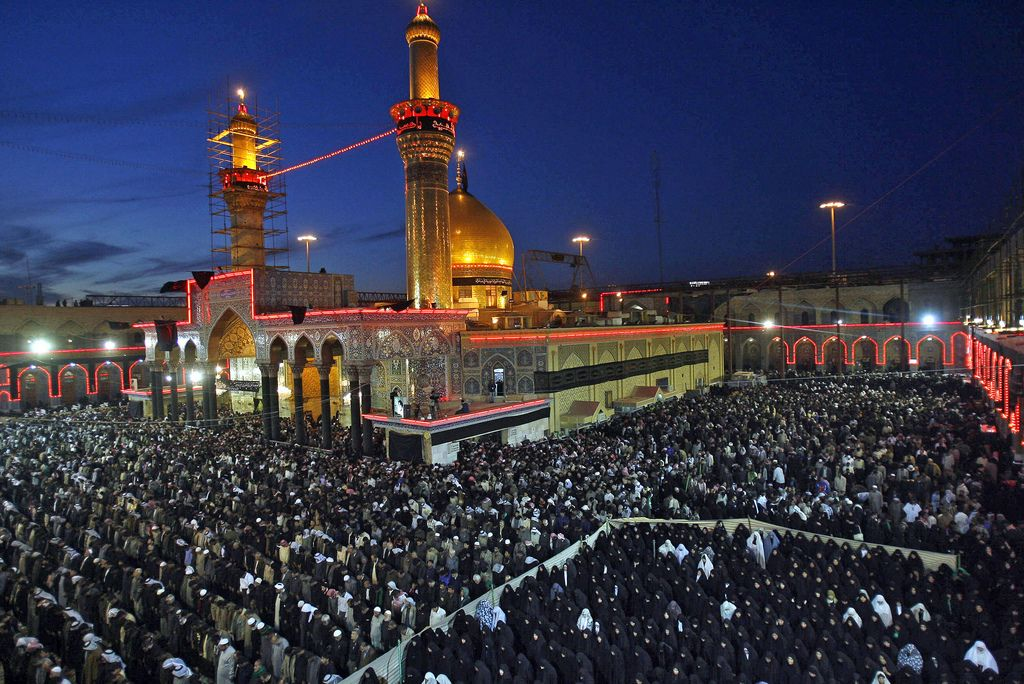
이라크 카르발라의 이맘 후사인 성지에서 기도하는 시아파 무슬림

시아파의 종교적 관행, 예를 들어 기도는 수니파와 약간만 다르다. 모든 무슬림은 하루에 다섯 번 기도하지만, 시아파 무슬림은 쿠란에 언급된 세 가지 다른 시간 덕분에 주후르와 아스르, 그리고 마그리브와 이샤를 함께 기도할 수 있는 선택권을 가진다. 수니파는 특정 상황에서만 합쳐서 기도하는 경향이 있다.

### 축일
시아파 무슬림은 다음 연례 휴일을 기념한다:
- 이드 알피트르: 라마단 기간 동안의 금식이 끝났음을 알리는 축일.
- 이드 알아드하: 하즈 또는 메카 순례의 끝을 알리는 축일.
- 이드 알-가디르: 무함마드가 수많은 무슬림 앞에서 알리의 이맘직을 발표한 가디르 쿰 사건의 기념일.[77] 이드 알-가디르는 줄히자월 18일에 열린다.
- 무하람의 애도와 아슈라의 날: 시아파 무슬림은 하산의 형제이자 무함마드의 손자인 후사인 이븐 알리가 카르발라(이라크 중부)에서 야지드 이븐 무아위야의 군대에 의해 살해된 순교를 기념한다. 아슈라는 무하람월 10일에 열리는 깊은 애도의 날이다.
- 아르바인: 후사인 이븐 알리 가족의 여성들과 아이들의 고통을 기념한다. 후사인이 살해된 후, 그들은 카르발라(이라크 중부)에서 샤암(다마스쿠스, 시리아)까지 사막을 가로질러 행진했다. 많은 아이들(그들 중 일부는 무함마드의 직계 후손이었다)이 도중에 갈증과 추위로 사망했다. 아르바인은 아슈라로부터 40일 후인 사파르월 20일에 열린다.
- 마울리드: 무함마드의 생일. 무함마드의 출생과 사망 모두 이 주에 일어났다고 주장하기 때문에 라비 알아우왈월 12일을 무함마드의 생일 또는 사망일로 기념하는 수니파 무슬림과 달리, 시아파 무슬림은 무함마드의 생일을 자파르 알 사디크, 즉 6대 시아 이맘의 생일과 겹치는 달의 17일에 기념한다.[78]
- 파티마의 생일, 주마다 알타니 20일. 이 날은 또한 "'여성 및 어머니의 날'"로도 간주된다.[79]
- 알리의 생일, 라자브 13일.
- 미드-샤반은 12번째이자 마지막 열두 이맘 이맘인 무함마드 알-마흐디의 생일이다. 시아파 무슬림들은 샤반월 15일에 이를 기념한다.
- 라일라트 알카다르: 꾸란이 계시된 밤의 기념일.
- 이드 알-무바힐라는 아흘 알 바이트(무함마드의 가족)와 나지란에서 온 기독교 대표단 간의 만남을 기념한다. 알-무바힐라는 줄히자월 24일에 열린다.

### 성지

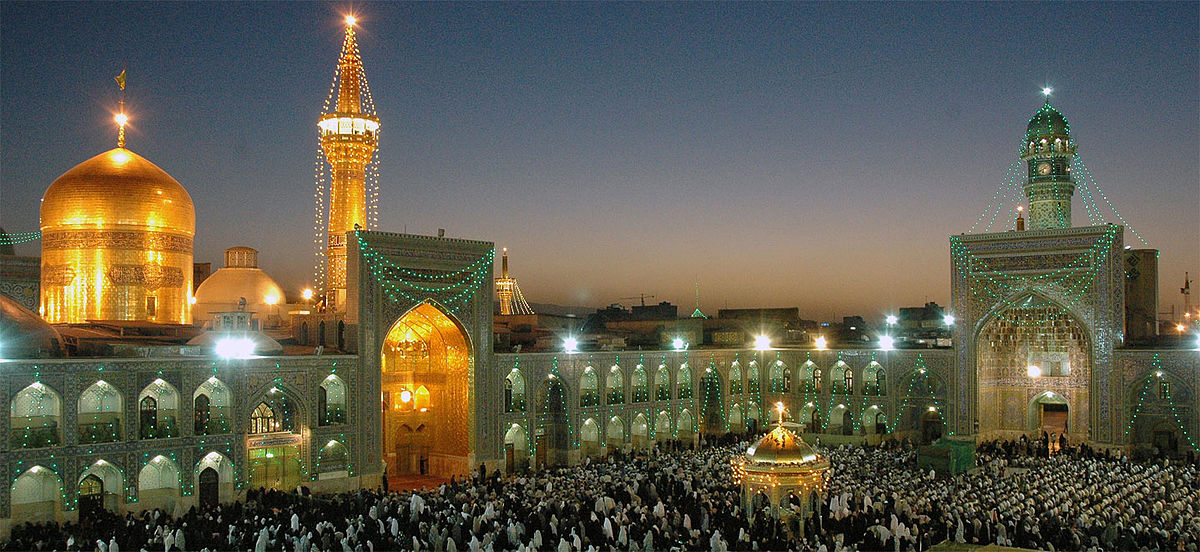
이란 마슈하드의 이맘 레자 성소는 시아파 이슬람의 8대 이맘인 알리 알 리다의 묘소가 있는 복합 단지이다. 매년 2천5백만 명의 시아파 신자들이 이곳을 방문한다.

이슬람의 두 성지인 메카와 메디나 다음으로, 나자프, 카르발라, 마슈하드, 곰은 시아파 무슬림들이 가장 숭배하는 도시이다. 나자프의 이맘 알리 성지, 카르발라의 이맘 후사인 사원, 마슈하드의 이맘 레자 성지, 곰의 파티마 알-마수마 사원은 시아파 무슬림에게 매우 중요하다. 그 외에 숭배받는 순례지로는 카드히미야의 카드히미야 모스크, 사마라의 알-아스카리 모스크, 사흘라 모스크, 쿠파 대모스크, 곰의 잠카란 모스크, 그리고 수사의 다니엘의 무덤 등이 있다.
사우디아라비아의 시아파 성지 및 유적지 대부분은 1925년 이크완의 알 사우드-와하브파 군대에 의해 파괴되었는데, 가장 대표적인 것이 알-바키 공동묘지에 있는 이맘들의 무덤이다. 2006년에는 폭탄 테러로 알-아스카리 모스크의 성지가 파괴되었다. (반시아주의 참조).

### 순수성
시아파 정통파, 특히 열두 이맘파에서는 비무슬림을 불순(나자사트)의 주체로 여겼다. 이러한 범주는 때로는 책의 사람들에 속하는 키타비(kitābῑ)에게까지 확장되었으며, 일부 시아파 종교 학자들은 유대인을 명시적으로 불순하다고 분류했다. 이란의 아르메니아인들은 역사적으로 이란 경제에서 중요한 역할을 했으며, 상대적으로 더 관대한 대우를 받았다.
시아파 신학자들과 무즈타히드들(법학자들), 예를 들어 무함마드 바키르 마즐리시는 유대인의 불순함이 그들이 비 오는 날이나 눈 오는 날에는 집에 머물러 시아파 이웃을 오염시키지 않도록 권고될 정도였다고 주장했다. 1979년부터 1989년까지 이란의 최고 지도자였던 아야톨라 호메이니는 불신자의 몸의 모든 부분, 심지어 머리카락, 손톱, 체액까지도 불순하다고 주장했다. 그러나 현재 이란의 지도자인 알리 하메네이는 파트와에서 유대인과 다른 책의 사람들이 본질적으로 불순하지 않으며, 그들의 손의 습기를 만지는 것이 불순을 전달하지 않는다고 밝혔다.

## 인구 통계

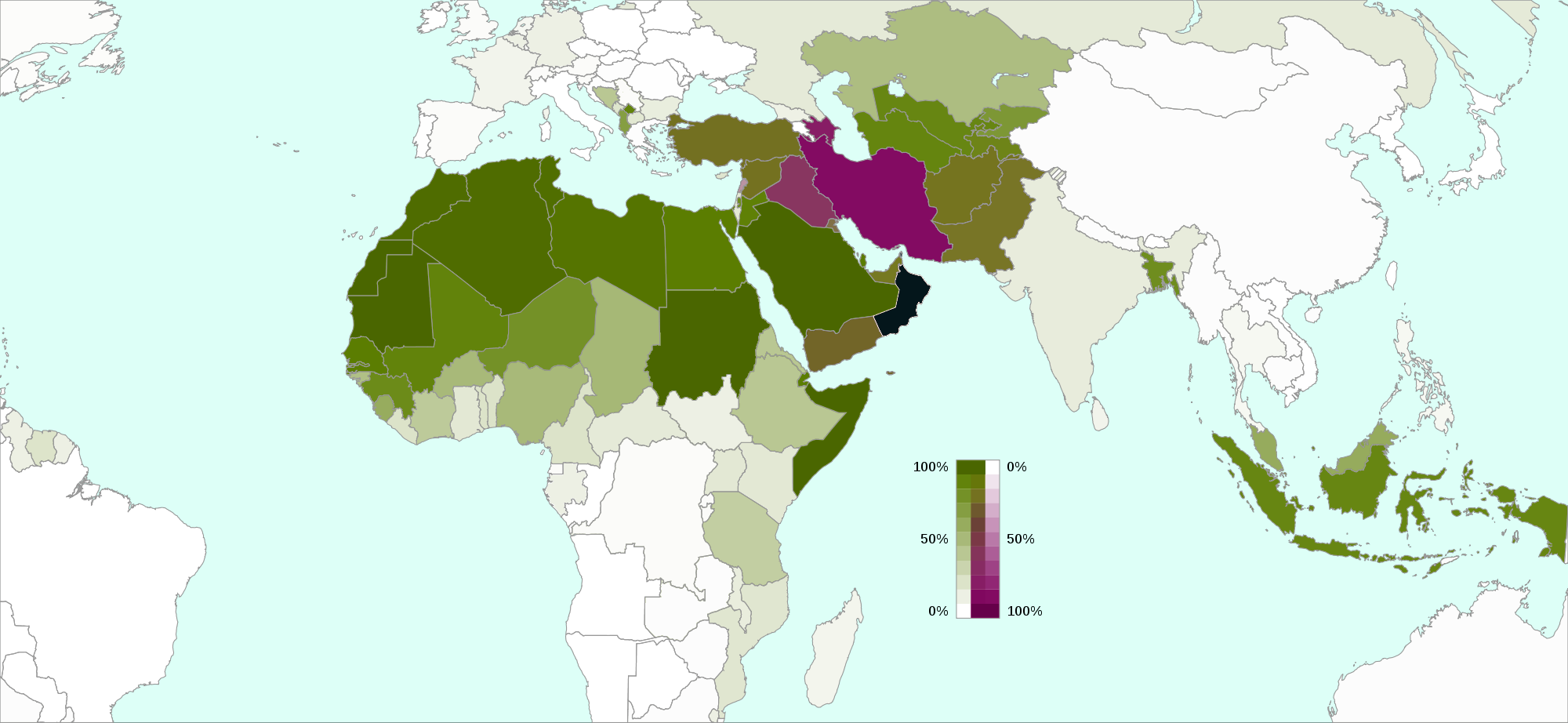
국가별 이슬람
수니파
시아파
이바드파

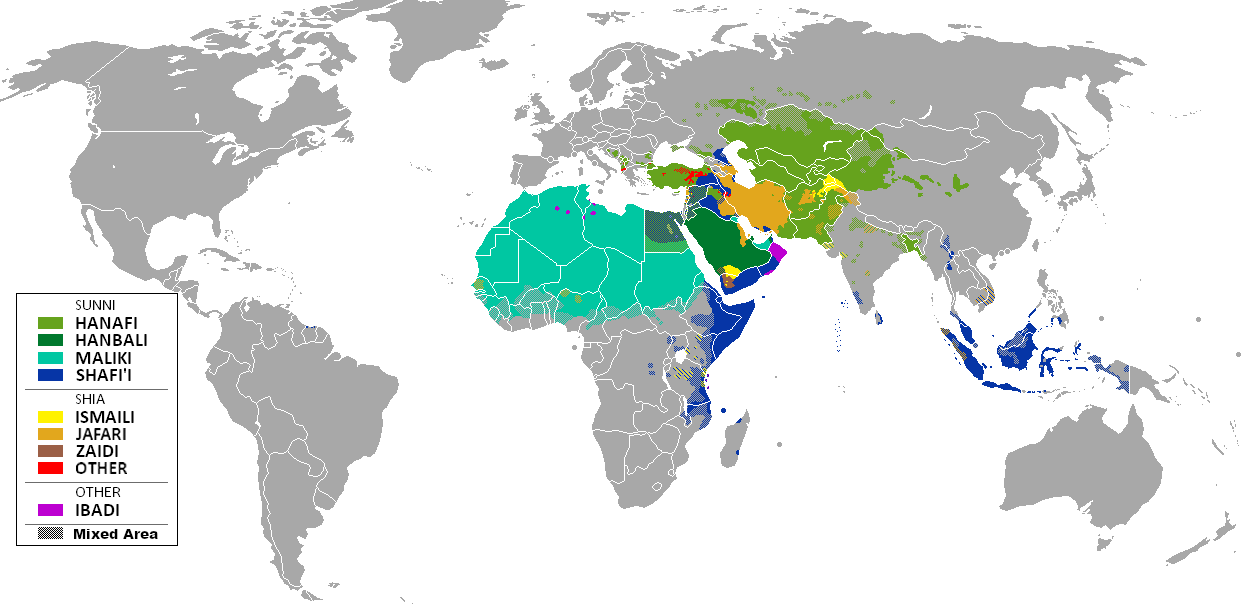
무슬림 세계의 법률 학파 지도

시아파 이슬람은 이슬람에서 두 번째로 큰 분파이다. 세계 무슬림 인구의 10~13%가 시아파로 추정된다. 2009년 기준으로 1억 5천4백만~2억 명에 달할 수 있다. 1985년에는 남아시아 무슬림 인구의 21%가 시아파 무슬림으로 추정되었지만, 정확한 총 수는 파악하기 어렵다.
시아파 무슬림은 무슬림 세계의 세 국가, 즉 이란, 이라크, 그리고 아제르바이잔에서 인구의 분명한 다수를 이룬다. 2008년 추정치에 따르면, 시아파 무슬림은 중동 전체 인구의 36.3%(무슬림 인구의 38.6%)를 차지했다.
레바논에서는 시아파 무슬림의 비율이 인구의 27%에서 45% 사이로 추정되며, 쿠웨이트에서는 시민 인구의 30-35% (비시민 인구에 대한 수치는 없음)를 차지한다. 튀르키예에서는 20% 이상, 파키스탄에서는 인구의 5~20%를 차지하며, 아프가니스탄 인구의 10~19%를 차지한다. 그리고 바레인에서는 45%를 차지한다.
사우디아라비아에는 동부주의 바흐라인인과 메디나의 나카윌라를 포함한 여러 독특한 시아파 공동체가 있으며, 나지란의 이스마일파 술레이마니 및 자이드파 시아파도 있다. 추정치에 따르면 시아파 시민의 수는 지역 인구의 대략 15%이다. 예멘 인구의 약 40%가 시아파 무슬림이다.
인도네시아의 서수마트라주와 아체주 해안 지역에는 상당수의 시아파 공동체가 존재한다(타부이크 참조). 동남아시아의 다른 지역에서는 시아파의 존재가 미미하며, 그곳의 무슬림들은 주로 샤피이 수니파이다.
나이지리아에는 카노와 소코토주를 중심으로 한 시아파 운동으로 현대 시대에 개종한 상당수의 시아파 소수 민족이 존재한다. 케냐, 남아프리카 공화국, 소말리아 등 여러 아프리카 국가에도 식민지 시대에 남아시아에서 이주한 코자와 같은 다양한 시아파 하위 종파의 소수 인구가 존재한다.

### 전 세계 주요 인구
아래 처음 세 열에 표시된 수치는 2009년 10월 퓨 연구센터의 인구통계 연구 보고서인 "세계 무슬림 인구 지도화"에 기반한다.
| 국가           | 문서                        | 2009년 시아파 인구    | 2009년 인구 대비 시아파 비율 | 2009년 전 세계 시아파 인구 대비 비율 | 인구 추정 범위 및 참고 사항 |
| -------------- | --------------------------- | --------------------- | ---------------------------- | ------------------------------------ | --- |
| 이란           | 이란의 이슬람               | 66,000,000–69,500,000 | 90–95                        | 37–40                                | |
| 파키스탄       | 인도 아대륙의 시아파 이슬람 | 25,272,000            | 15                           | 15                                   | 2023년 인구 조사 추정치에 따르면 시아파는 파키스탄 인구의 약 15~20%를 차지했다. |
| 이라크         | 이라크의 시아파 이슬람      | 19,000,000–24,000,000 | 55–65                        | 10–11                                | |
| 인도           | 인도 아대륙의 시아파 이슬람 | 12,300,000–18,500,000 | 1.3–2                        | 9–14                                 | |
| 예멘           | 예멘의 시아파 이슬람        | 7,000,000–8,000,000   | 35–40                        | ~5                                   | 대다수는 자이드파 시아파 종파를 따른다. |
| 튀르키예       | 튀르키예                    | 6,000,000–9,000,000   | ~10–15                       | ~3–4                                 | 대다수는 알레비 시아파 종파를 따른다. |
| 아제르바이잔   | 아제르바이잔                | 4,575,000–5,590,000   | 45–55                        | 2–3                                  | 아제르바이잔은 시아파가 다수이다. 2012년 한 연구에 따르면 아제르바이잔에서 모든 종교 신자 중 10%는 수니파, 30%는 시아파로, 나머지 이슬람 신자들은 단순히 무슬림으로 자신을 규정했다.                                    |
| 아프가니스탄   | 아프가니스탄                | 3,000,000             | 15                           | ~2                                   | 수십 년 동안 아프가니스탄에서 신뢰할 수 있는 인구 조사는 이루어지지 않았지만, 아프간 인구의 약 20%는 시아파이며, 대부분 타지크와 하자라인 소수 민족에 속한다.                                                           |
| 시리아         | 시리아                      | 2,400,000             | 13                           | ~2                                   | 대다수는 알라위 시아파 종파를 따른다. |
| 레바논         | 레바논                      | 2,100,000             | 31.2                         | <1                                   | 2020년 CIA 월드 팩트북은 시아파 무슬림이 레바논 인구의 31.2%를 차지한다고 밝혔다. |
| 사우디아라비아 | 사우디아라비아              | 2,000,000             | ~6                           | &&&&&&&&&&&&&&&1.&&&&&0              | |
| 나이지리아     | 나이지리아                  | <2,000,000            | <1                           | <1                                   | 추정치는 나이지리아 무슬림 인구의 2%에서 최대 17%까지 다양하다. 일부 나이지리아 시아파는 금지된 이슬람 운동과 연계되어 있지만 전부는 아니다. 이 운동은 이브라힘 자크자키가 이끄는 이란에서 영감을 받은 시아파 조직이다. |
| 탄자니아       | 탄자니아                    | ~1,500,000            | ~2.5                         | <1                                   | |
| 쿠웨이트       | 쿠웨이트                    | 500,000–700,000       | 20–25                        | <1                                   | 쿠웨이트의 시민 약 140만 명 중 30%가 시아파(쿠웨이트 정부가 시아파로 간주하는 이스마일파와 아흐마드파 포함)이다. 330만 명의 대규모 외국인 공동체 중 약 64%가 무슬림이며, 이 외국인 무슬림 중 약 5%가 시아파이다.        |
| 바레인         | 바레인                      | 400,000–500,000       | 65–70                        | <1                                   | |
| 타지키스탄     | 타지키스탄                  | ~400,000              | ~4                           | <1                                   | 타지키스탄의 시아파 무슬림은 주로 니자리 이스마일파이다. |
| 독일           | 독일                        | ~400,000              | ~0.5                         | <1                                   | |
| 아랍에미리트   | 아랍에미리트                | ~300,000              | ~3                           | <1                                   | |
| 미국           | 미국의 이슬람               | ~225,000              | ~0.07                        | <1                                   | 시아파는 많은 미국 도시에서 아랍 무슬림의 대다수를 이룬다. 예를 들어, 디트로이트에서는 레바논 시아파가 대다수를 형성한다.                                                                                               |
| 영국           | 영국                        | ~125,000              | ~0.2                         | <1                                   | |
| 카타르         | 카타르                      | ~100,000              | ~3.5                         | <1                                   | |
| 오만           | 오만                        | ~100,000              | ~2                           | <1                                   | 2015년 기준으로 오만인의 약 5%가 시아파이다(이에 비해 이바드파는 약 50%, 수니파는 45%). |

## 주요 종파 또는 분파
시아 공동체는 역사 전반에 걸쳐 이맘직 문제를 두고 분열되었다. 가장 큰 분파는 열두 이맘파이며, 그 뒤를 자이드파와 이스마일파가 잇는다. 시아파 이슬람의 각 하위 종파는 자체적인 이맘직 계승을 따른다. 모든 주류 열두 이맘파와 이스마일파 시아 무슬림은 자파르 법학파라는 동일한 사상을 따르는데, 이 학파는 자파르 알 사디크, 즉 6대 시아 이맘의 이름을 따서 명명되었다. 시아파 성직자와 법학자는 보통 무즈타히드 (즉, 시아파 이슬람에서 법률적 의견을 낼 권한이 있는 자)라는 칭호를 지닌다.

### 열두 이맘파
열두 이맘파 시아파 이슬람은 시아파 이슬람의 가장 큰 분파이며, 시아파 무슬림과 시아파라는 용어는 기본적으로 열두 이맘파를 지칭하는 경우가 많다. 열두 이맘파라는 명칭은 "열두 이맘"으로 알려진 열두 명의 신성하게 임명된 지도자를 믿는 교리에서 유래한다. 열두 이맘파는 이맘파 또는 자파리라고도 불리는데, 후자는 자파르 알 사디크, 즉 6대 시아 이맘의 이름을 따서 명명되었다. 열두 이맘파 시아파는 이란(90%), 이라크(65%) 및 아제르바이잔(55%) 인구의 대다수를 이룬다. 아프가니스탄, 바레인(무슬림의 40%), 레바논(무슬림의 27–29%)에도 상당한 인구가 존재한다.

#### 교리
열두 이맘파 교리는 다섯 가지 원칙에 기반한다. 이 다섯 가지 원칙은 우술 알-딘(Usul ad-Din)으로 알려져 있으며 다음과 같다:
1. 유일신교: 하나님은 하나이자 유일하다;
2. 정의: 윤리, 공정성, 형평성에 기반한 도덕적 올바름 개념과 이러한 윤리를 위반했을 때의 처벌;
3. 예언자 직분: 하나님이 인류를 인도하기 위해 사절, 즉 예언자를 보내는 제도;
4. 지도력: 예언자 직분에 뒤이어 신성하게 세워진 제도. 이맘(Imams)은 신성하게 임명된다;
5. 부활과 최후의 심판: 인류에 대한 하나님의 최종 심판.

#### 서적
모든 무슬림에게 공통된 성스러운 경전인 쿠란 외에도, 열두 이맘파 시아파는 무함마드와 열두 이맘에게 귀속되는 언행과 전통(하디스) 모음집에서 경전적이고 권위 있는 지침을 얻는다. 다음은 이 책들 중 가장 유명한 일부이다:
- 나흐즈 알-발라가 (아시-샤리프 알-라디 저)[139] – 시아파가 첫 이맘으로 여기는 알리에게 귀속되는 설교, 서한 및 서술 중 가장 유명한 모음집
- 키타브 알-카피 (무함마드 이븐 야쿠브 알-쿨라이니 저)[140]
- 와사일 알-시아 (알-후르 알-아밀리 저)

#### 열두 이맘
열두 이맘파의 신학에 따르면, 무함마드의 후계자는 무오한 인간이며, 무슬림 공동체를 정의롭게 통치할 뿐만 아니라 신성한 율법(샤리아)과 그 비의적 의미를 보존하고 해석할 수 있다. 무함마드와 열두 이맘의 말과 행동은 무슬림 공동체가 따라야 할 지침과 모범이 된다. 따라서 그들은 오류와 죄로부터 자유로워야 하며, 이맘은 신성한 명령(나스)을 통해 무함마드가 선택해야 한다. 열두 번째이자 마지막 이맘은 후자트 알라 알-마흐디이며, 열두 이맘파는 그가 현재 살아있으며 은폐 상태에 있다고 믿는다.

#### 법학
열두 이맘파 법학은 자파르 법학파라고 불린다. 이 이슬람 법학 학파에서 순나는 무함마드의 구전 전통과 열두 이맘에 의한 그들의 실행 및 해석을 포괄하는 것으로 간주된다. 자파르 법학파에는 우술리, 아크바리, 샤이히의 세 학파가 있으며, 우술리 학파가 이 세 학파 중 압도적으로 가장 크다. 자파르 법학파를 따르지 않는 열두 이맘파 그룹으로는 알레비파, 벡타시파, 그리고 키질바시가 있다.
자파르 법학에 따른 이슬람의 다섯 기둥은 우술 알-딘(Usul ad-Din)으로 알려져 있으며 다음과 같다:
1. 타우히드: 하나님의 유일성과 단일성;
2. 누부와: 무함마드의 예언자 직분;
3. 무아드: 부활과 최후의 심판;
4. 아들: 하나님의 정의;
5. 이맘직: 시아파 이맘의 정당한 지위.

자파리 법학에서, 푸루 알-딘(Furu ad-Din)으로 알려진 8가지 부수적 기둥이 있으며, 다음과 같다:
1. 살라트 (기도);
2. 사움 (금식);
3. 하즈 (메카 순례);
4. 자카트 (빈자에게 자선);
5. 지하드 (정의로운 대의를 위한 투쟁);
6. 선을 향한 지시;
7. 악으로부터의 지시;
8. 훔스 (연간 저축액의 20% 세금, 상업적 경비 공제 후).

열두 이맘파에 따르면, 이슬람 법학(피끄흐)의 정의와 해석은 무함마드와 열두 이맘의 책임이다. 12대 이맘이 현재 은폐 상태에 있으므로, 시아파 성직자는 쿠란과 하디스와 같은 이슬람 문헌을 참조하고 이슬람 법의 범위 내에서 법적 결정을 식별하여 이슬람 관점에서 현재 문제를 다룰 수 있는 수단을 제공해야 한다. 다시 말해, 열두 이맘파 시아파 이슬람에서 성직자들은 무함마드와 그의 열두 후계자들에 의해 정의되었다고 믿어지는 피끄흐의 수호자로 여겨진다. 이 과정은 이즈티하드로 알려져 있으며, 성직자들은 "참조"를 의미하는 마르자로 알려져 있다. 알라마와 아야톨라라는 칭호는 열두 이맘파 성직자들에게 사용된다.

#### 이슬람주의자
이슬람주의 시아파(페르시아어: تشیع اخوانی)는 열두 이맘파 시아파 이슬람 내의 새로운 종파로, 무슬림 형제단의 정치 이념과 이븐 아라비의 신비주의에 크게 영향을 받았다. 이들은 이슬람을 정치 체제로 보고, 은폐 상태에서 12대 이맘의 통치 하에 이슬람 국가를 수립하는 사상을 선호한다는 점에서 다른 주류 우술리 및 아크바리 그룹과 다르다. 하디 호스로샤히는 자신을 이흐와니(이슬람주의자) 시아파 무슬림으로 처음 규정한 인물이다.
숨겨진 이맘 무함마드 알-마흐디의 개념 때문에, 시아파 이슬람은 본질적으로 은폐 시대에 세속적이다. 따라서 이슬람주의 시아파 무슬림들은 수니파 이슬람주의자들로부터 아이디어를 빌려와 시아파 이슬람 교리에 맞춰 조정해야 했다. 그 기반은 20세기 초 카자르 제국(1905–1911)에서 페르시아 입헌 혁명 동안 파즐룰라 누리가 당시 우술리 마르자인 무함마드 카짐 호라사니의 의지에 반하여 페르시아 왕 아흐마드 샤 카자르를 지지했을 때 다져졌다.

### 이스마일파
이스마일파, 또는 일곱이맘파로 알려진 이들은 자파르 알 사디크, 즉 6대 시아 이맘의 신성하게 임명된 영적 후계자(이맘)로서 이스마일 이븐 자파르를 받아들였기 때문에 그들의 이름이 유래했다. 이 점에서 그들은 무사 알 카짐, 즉 이스마일의 어린 동생을 진정한 이맘으로 인정하는 열두 이맘파와 다르다.
서기 8세기 이맘 이스마일의 무함마드의 죽음 또는 은폐 이후, 이스마일파의 가르침은 오늘날 알려진 신앙 체계로 더욱 변모했으며, 이슬람 신앙의 더 깊고 비의적인 의미(바틴)에 명시적으로 집중하게 되었다. 결국 열두 이맘파 시아파 이슬람이 보다 문자주의적인(자히르) 지향의 아크바리 학파와 나중에 우술리 학파로 발전하면서, 시아파 이슬람은 두 가지 별개의 방향으로 발전했다: 즉, 신비적인 길과 하나님의 본질, 그리고 "시대의 이맘" 인격에 나타난 신성한 현현을 강조하는 은유적인 이스마일파 그룹과, 신성한 율법(샤리아)과 무함마드와 그의 후계자(아흘 알 바이트)에게 귀속되는 행동과 언행을 강조하는 보다 문자주의적인 열두 이맘파 그룹이 그것이다. 아흘 알 바이트는 이맘으로서 하나님께 이르는 지침과 빛(누르)이 되었다.

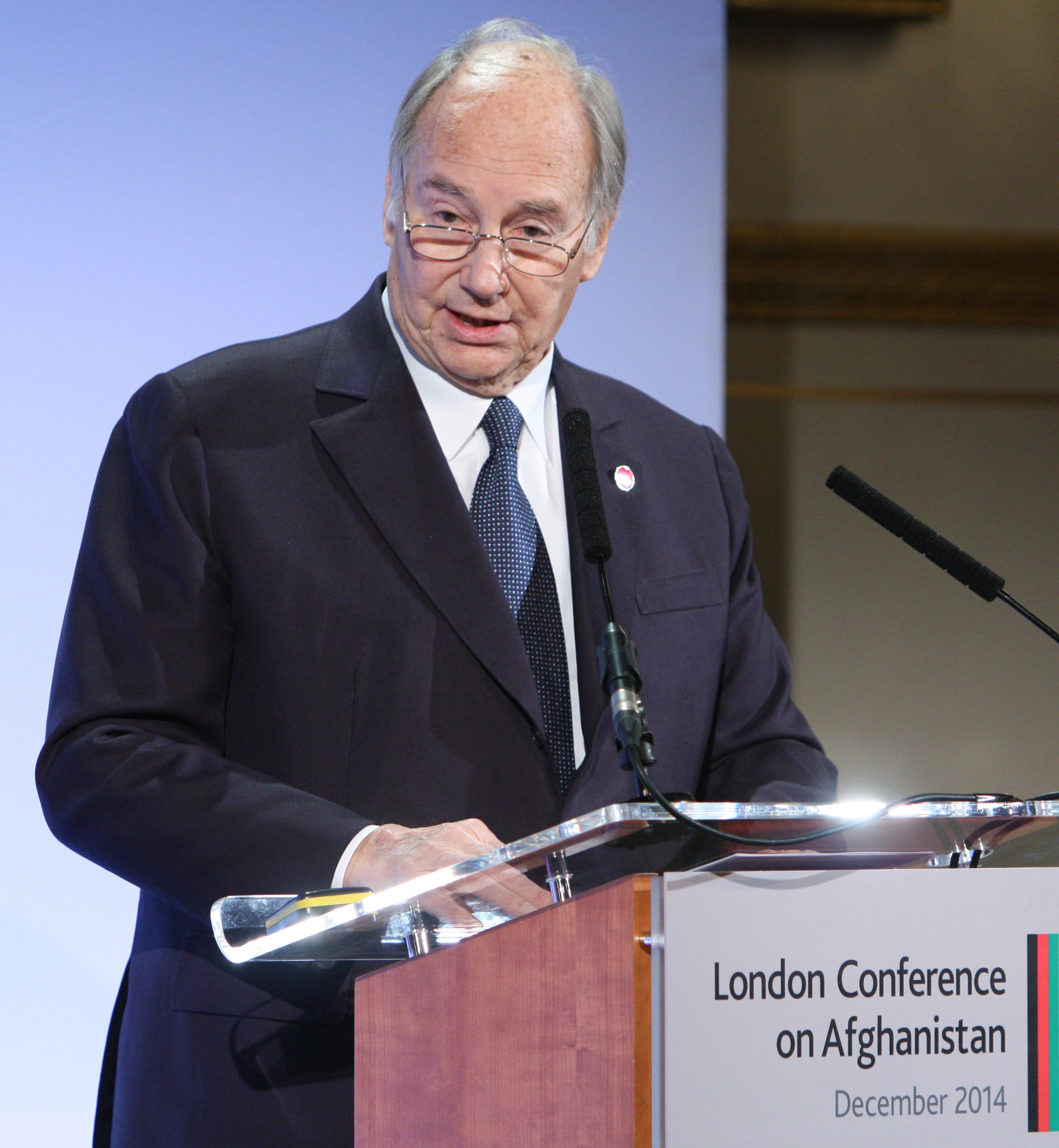
샤 카림 알-후사이니, 아가 칸 4세로 알려진 그는 니자리 이스마일파의 49대 이맘이었다.

이스마일파 내에는 여러 하위 종파가 있지만, 오늘날의 일상어에서는 보통 아가 칸의 추종자들이자 이스마일파 내에서 가장 큰 집단인 시아 이맘 이스마일파 니자리 이스마일파 공동체를 지칭한다. 또 다른 시아 이맘 이스마일파 공동체는 다이 알-무틀라크("무제한 선교사")가 숨겨진 이맘의 대리인 역할을 하는 다우디 보라이다. 극히 다른 외부 관행을 가진 다른 많은 분파들이 있지만, 영적인 신학의 상당 부분은 신앙의 초기 이맘들 시대부터 동일하게 유지되어 왔다. 최근 몇 세기 동안, 이스마일파는 주로 인도-이란 공동체였지만, 인도, 파키스탄, 시리아, 팔레스타인, 사우디아라비아, 예멘, 요르단, 우즈베키스탄, 타지키스탄, 아프가니스탄, 동 및 남아프리카 공화국, 그리고 최근에는 여러 이스마일파가 중국, 서유럽 (주로 영국에서), 오스트레일리아, 뉴질랜드, 북아메리카로 이주했다.

#### 이스마일파 이맘
니자리 이스마일파의 시아파 이슬람 해석에서, 이맘은 인간과 하나님 사이의 안내자이자 중재자이며, 하나님이 인식되는 개별적인 존재이다. 그는 또한 쿠란의 비의적 해석(타윌)을 담당한다. 그는 신성한 지식을 소유하고 있으므로 "으뜸 교사"이다. 익명의 저자가 쓴 이스마일파 역사에서 몽골 후기 페르시아어 이스마일파 산문 텍스트인 "올바른 길의 서신"에 따르면, 시간의 시작부터 이맘들의 사슬이 이어져 왔으며, 시간의 끝까지 지구상에 이맘이 존재할 것이다. 이 끊기지 않는 이맘들의 사슬 없이는 세계는 완전하게 존재할 수 없을 것이다. 이맘의 증명(후자)과 문(바브)은 항상 그의 존재를 인식하고 이 끊기지 않는 사슬의 증인이 된다.
이스마일 이븐 자파르가 사망한 후, 많은 이스마일파 신자들은 언젠가 종말론적 인물인 이맘 마흐디, 즉 이맘 이스마일의 무함마드가 돌아와 정의의 시대를 열 것이라고 믿었다. 한 집단에는 바레인에 거점을 둔 폭력적인 카르마트파가 포함되었다. 대조적으로, 일부 이스마일파 신자들은 이맘직이 계속되었고, 이맘들은 은폐 상태에 있었으며 다이("선교사") 네트워크를 통해 여전히 추종자들과 소통하고 가르쳤다고 믿었다.
서기 909년, 이스마일파 이맘직의 주장자인 압둘라 알-마흐디 빌라는 파티마 칼리파국을 세웠다. 이 시기에 세 가지 이맘 혈통이 형성되었다. 현재 드루즈로 알려진 첫 번째 분파는 알하킴 비아므르 알라로 시작되었다. 서기 985년에 태어난 그는 11세에 통치자로 즉위했다. 서기 1021년에 그의 노새가 그 없이 피투성이가 되어 돌아왔을 때, 그의 생전에 형성되던 종교 집단은 주류 이스마일파에서 분리되어 그의 후계자를 인정하지 않았다.
나중에 드루즈로 알려진 그들은 알하킴을 하나님의 화신으로 그리고 언젠가 돌아와 세상에 정의를 가져올 지구상의 예언된 마흐디로 믿었다. 드루즈 신앙은 독자적인 일신론적 아브라함 종교이자 민족 종교 집단으로 발전하면서 이스마일파에서 더 분리되었고, 결국 이스마일파와 이슬람에서 완전히 분리되었다.
두 번째 분열은 1094년 마아드 알-무스탄시르 빌라흐가 사망한 후 니자리와 무스타으리 이스마일파 사이에 발생했다. 그의 통치는 이슬람 제국의 어떤 칼리파보다도 길었다. 그가 사망하자 그의 아들들인 니자르(맏아들)와 알무스타으리(어린 아들)는 왕조의 정치적, 영적 통제권을 놓고 다투었다. 니자르는 패배하고 투옥되었지만, 니자리 전통에 따르면 그의 아들은 알라무트로 탈출했고, 그곳에서 이란 이스마일파가 그의 주장을 받아들였다. 이때부터 니자리 이스마일파 공동체는 현재 살아있는 이맘과 함께 계속되어 왔다.
무스타으리 이스마일파는 타이이비와 하피지로 나뉘었다. 타이이비 이스마일파, 즉 "보라파"는 다시 다우디 보라, 술레이마니 보라, 그리고 알라비 보라로 나뉜다. 전자는 마지막 이맘인 알-타이이브 아비 알-카심이 은둔에 들어가기 전에 그의 아버지이자 20대 알-아미르 비-아흐카미 알-라가 예멘의 말리카인 알-후라 알-말리카에게 은둔 후 공동체를 이끌 다이 알-무틀라크("무제한 선교사")를 임명하도록 지시했다고 주장한다. 이는 이스마일 이븐 이맘 무함마드 사망 후 이스마일파가 살았던 방식과 유사하다. 후자는 파티마 칼리파국의 통치 칼리파가 이맘이었고, 그들은 파티마 제국의 몰락과 함께 소멸했다고 주장한다.

#### 기둥
이스마일파는 그들의 관행을 일곱 기둥으로 분류했다:
| - 왈라야 (수호권) - 타하라 (순수성) | - 살라트 (기도) - 자카트 (자선) | - 사움 (금식) - 하즈 (순례) | - 지하드 (투쟁) |

#### 현대 지도부
니자리는 현 이맘의 존재 때문에 학문적 기관을 중요하게 여긴다. 시대의 이맘이 법학을 정의하며, 그의 지침은 다른 시대와 환경 때문에 이전 이맘들과 다를 수 있다. 니자리 이스마일파에게 현재 이맘은 카림 알-후사이니 아가 칸 4세이다. 니자리 이맘 계보는 오늘날까지 끊이지 않고 이어지고 있다.
보라 분파에서는 "선교사"(다이) 기관을 통해 신성한 지도력이 계속되었다. 보라 전통에 따르면, 마지막 이맘인 알-타이이브 아비 알-카심이 은둔에 들어가기 전에 그의 아버지이자 20대 알-아미르 비-아흐카미 알-라가 예멘의 말리카인 알-후라 알-말리카에게 은둔 후 공동체를 영적 및 세속적 모든 문제에서 이끌 다이 알-무틀라크("무제한 선교사")를 임명하도록 지시했다고 한다. 이는 무스타으리-타이이비 이맘들의 계보가 은둔(다우르-에-사트르) 상태에 있는 동안이었다. 무스타으리 이스마일파의 세 분파(다우디 보라, 술레이마니 보라, 알라비 보라)는 누가 현재의 "무제한 선교사"인지에 대해 의견이 다르다.

### 자이드파

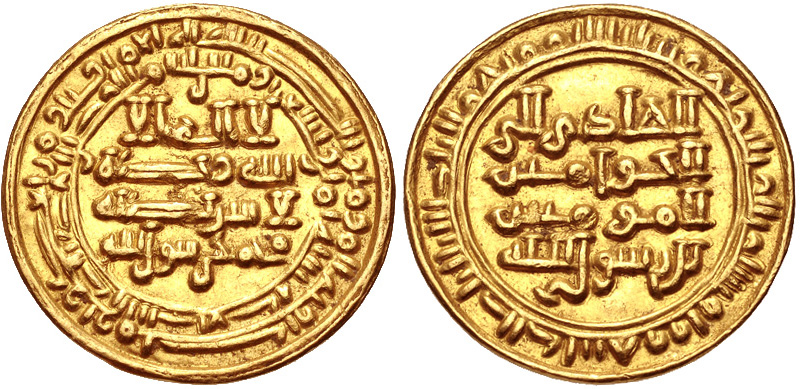
알하디 일랄-하크 야흐야, 예멘의 첫 자이드파 이맘의 금 디나르, 서기 910–911년 주조

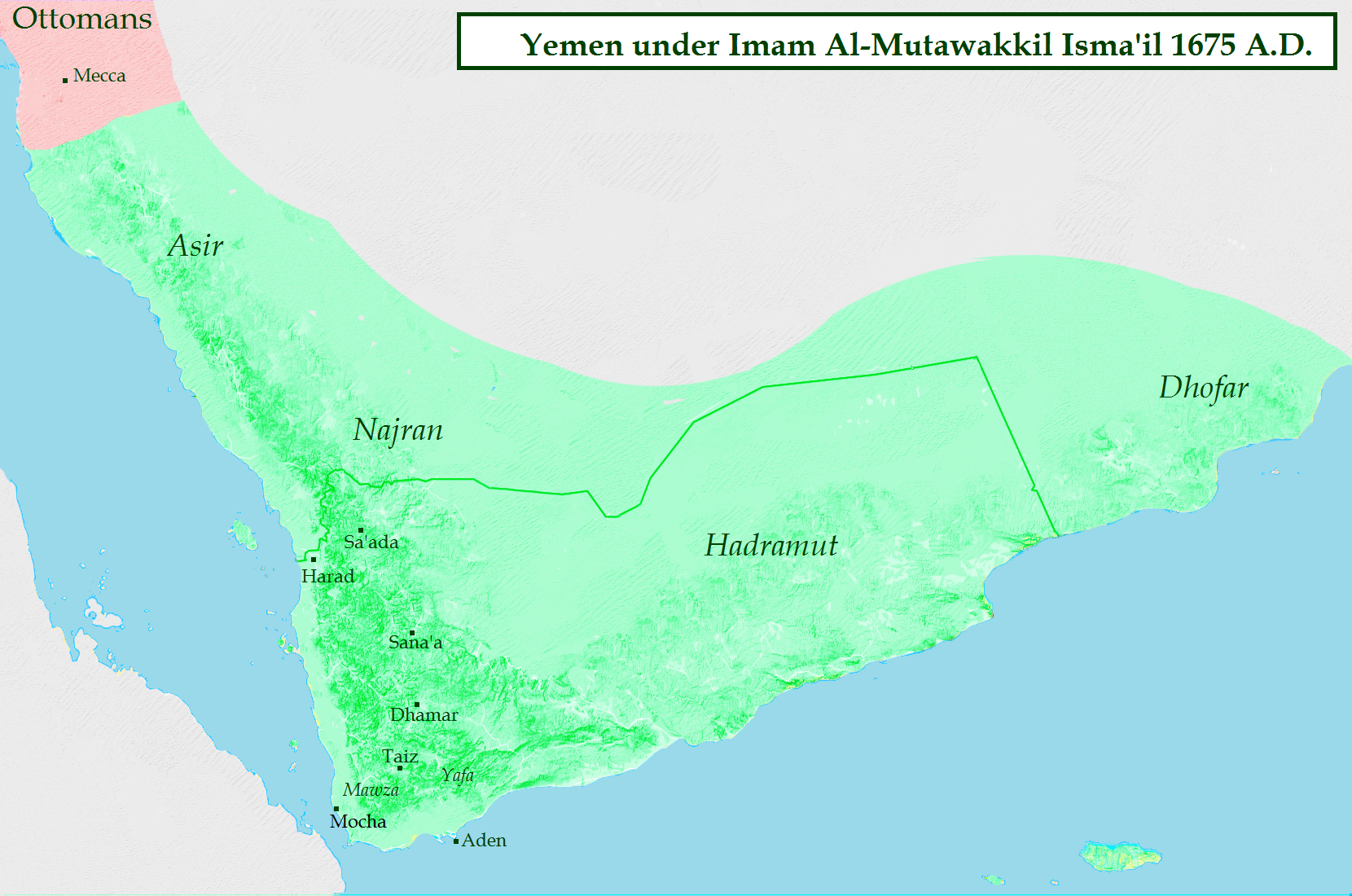
알-무타와킬 이스마일 이븐 알-카심 (1644–1676) 통치 하의 예멘 자이드파 국가

자이드파, 또는 자이디야 또는 자이드파 시아파 이슬람으로 알려진 이들은 자이드 이븐 알리의 이름을 따서 명명된 시아파 이슬람의 분파이다. 자이드파 법학 학파의 추종자들은 자이드파 또는 가끔 파이바(Fivers)라고 불린다. 그러나 열두 이맘파인 자이디 와시티(Zaydi Wāsiṭīs)라는 그룹도 있다(아래 참조). 자이드파는 예멘 인구의 약 42–47%를 차지한다.

#### 교리
자이드파, 열두 이맘파, 이스마일파는 모두 처음 네 명의 이맘을 동일하게 인정한다. 그러나 자이드파는 자이드 이븐 알리를 5대 이맘으로 간주한다. 자이드 이븐 알리 시대 이후, 자이드파는 하산 이븐 알리 또는 후사인 이븐 알리의 후손 중 누구든지 특정 조건을 충족하면 다음 이맘이 될 수 있다고 믿었다. 역사적으로 잘 알려진 다른 자이드파 이맘으로는 야흐야 이븐 자이드, 무함마드 알-나프스 알-자키야, 이브라힘 이븐 압둘라가 있었다.
자이드파의 이맘직 교리는 이맘의 무오성을 전제하지 않으며, 이맘이 신성한 지도를 받아야 한다는 믿음도 없다. 더욱이, 자이드파는 이맘직이 아버지에서 아들로 계승되어야 한다고 믿지 않으며, 하산 이븐 알리나 후사인 이븐 알리의 어떤 후손이라도(전자의 사망 후의 경우처럼) 이맘이 될 수 있다고 믿는다. 역사적으로 자이드파는 자이드 이븐 알리가 4대 이맘의 정당한 후계자였다고 주장했는데, 이는 그가 우마이야 왕조의 폭정과 부패에 항의하여 반란을 이끌었기 때문이다. 무함마드 알-바키르는 정치적 행동에 참여하지 않았으며, 자이드 이븐 알리의 추종자들은 진정한 이맘은 부패한 통치자들과 싸워야 한다고 주장했다.

#### 법학
이슬람 법학 문제에서 자이드파는 자이드 이븐 알리의 가르침을 따르는데, 이는 그의 저서 마즈무울 피끄흐(아랍어: مجموع الفِقه)에 기록되어 있다. 알하디 일랄-하크 야흐야, 즉 예멘 최초의 자이드파 이맘이자 자이드파 국가의 설립자는 자이드파 법학의 성문화자로 여겨지며, 따라서 오늘날 대부분의 자이드파 시아파는 하디위스(Hadawis)로 알려져 있다.

#### 연대기
이드리스 왕조(아랍어: الأدارسة)는 아랍인 자이드파 시아파였으며, 그들의 왕조는 초대 술탄인 이드리스 1세의 이름을 따서 명명되었으며, 서기 788년부터 985년까지 마그레브 서부를 통치했다. 또 다른 자이드파 국가는 서기 864년에 알라비드에 의해 길란, 데이람 그리고 타바리스탄(이란 북부) 지역에 설립되었으며, 928년 사만 왕조에 의해 지도자가 사망할 때까지 지속되었다. 약 40년 후, 자이드파 국가는 길란에서 부활하여 1126년까지 하산 왕조의 지도자 아래에서 생존했다. 그 후, 12세기에서 13세기에 걸쳐 데이람, 길란, 타바리스탄의 자이드파 시아파는 예멘의 자이드파 이맘 또는 이란 내의 경쟁하는 자이드파 이맘들을 인정했다.
부와이흐 왕조는 원래 자이드파 시아파였으며, 9세기와 10세기에 알-야마마를 통치했던 바누 우카이디르 통치자들도 그랬다. 자이드파 공동체의 지도자는 칼리파 칭호를 사용했다. 따라서 예멘의 통치자는 이 칭호로 알려졌다. 하산 이븐 알리의 후손인 알-하디 야흐야 빈 알-후사인 빈 알-카심 알-라시(Al-Hadi Yahya bin al-Hussain bin al-Qasim ar-Rassi)는 서기 893년에서 897년에 사다에 자이드파 이맘국을 세웠고, 라시드 왕조는 20세기 중반 1962년 공화주의 혁명이 마지막 자이드파 이맘을 퇴위시킬 때까지 예멘을 계속 통치했다. 참고: 아랍 냉전.
예멘에 창설된 자이드파의 지류는 자루디야(Jarudiyya)였다. 하나피와 샤피이 수니파 법학 학파와의 상호작용이 증가하면서 자루디야 그룹은 술라이마니야(Sulaimaniyya), 타비리야(Tabiriyya), 부트리야(Butriyya), 살리히야(Salihiyya)로 전환되었다. 자이드파 시아파는 예멘에서 두 번째로 지배적인 종교 집단이다. 현재 그들은 예멘 인구의 약 40-45%를 차지하며, 자파리파와 이스마일파는 2-5%를 차지한다. 사우디아라비아에는 100만 명 이상의 자이드파 시아파가 있으며, 주로 서부 지방에 거주한다.
현재 가장 두드러진 자이드파 정치 운동은 예멘의 후티 운동이다. 이들은 샤밥 알-무미닌("믿는 청년") 또는 안사르 알라("신의 지지자들")라는 이름으로 알려져 있다. 2014년-2015년에 후티는 사나에 있는 예멘 정부를 장악하여, 사우디아라비아 지원 정부인 압드 라부 만수르 하디의 몰락을 초래했다. 후티와 그들의 동맹은 예멘 영토의 상당 부분을 장악했으며, 하디를 복권시키려는 사우디아라비아의 예멘 개입에 저항했다. (참조: 사우디아라비아-이란 대리 분쟁). 후티와 사우디아라비아 주도 연합군 모두 수니파 이슬람주의 무장 세력이자 살라프 지하디스트 테러 조직인 ISIL/ISIS/IS/다에시의 공격을 받고 있었다.

## 시아파 무슬림 박해

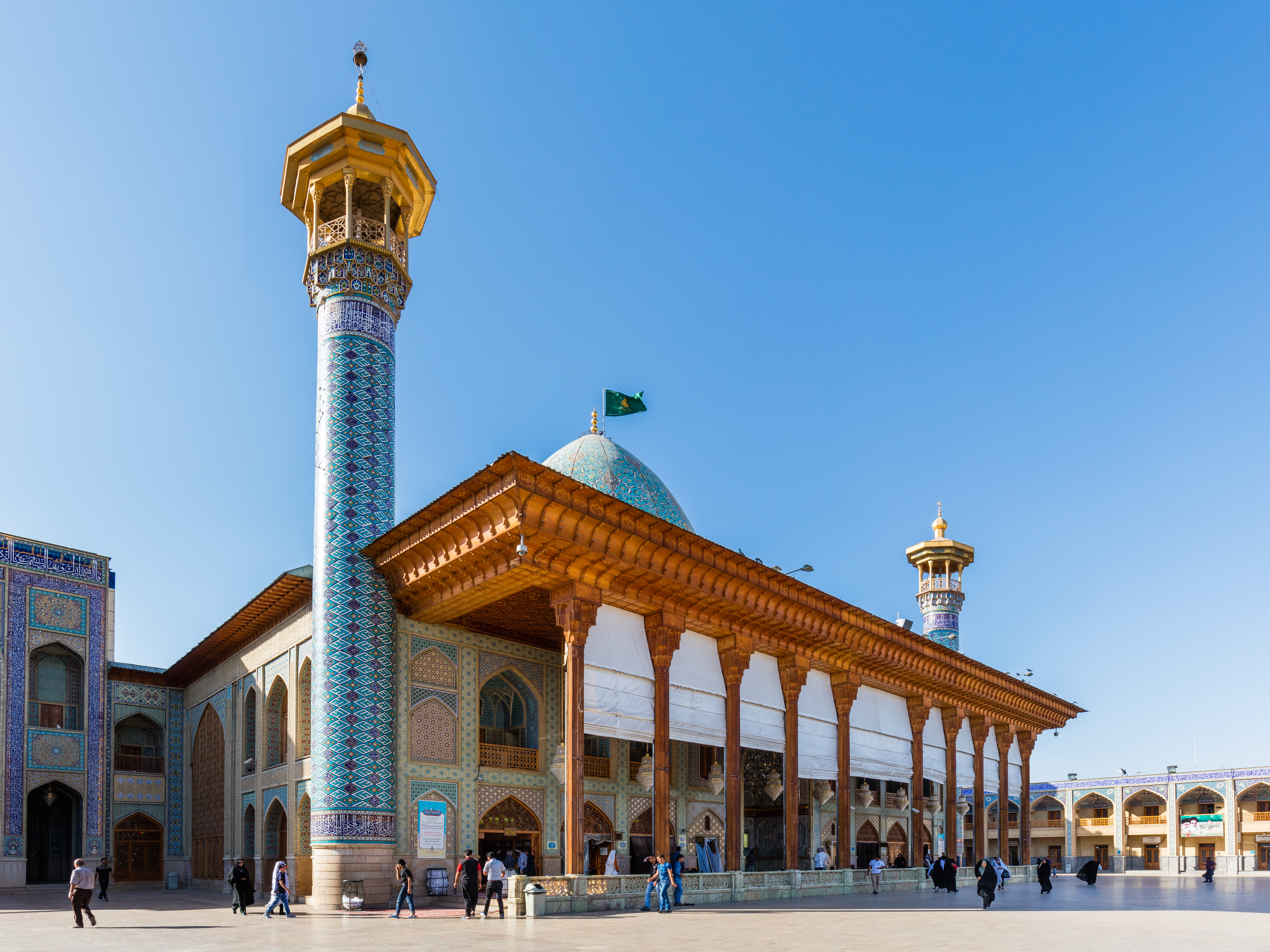
이란 시라즈의 샤 체라그에는 무사 알 카짐의 두 아들의 묘소가 있는데, 그는 열두 이맘 시아파 이슬람의 7대 이맘이자 무함마드의 후손이다.

시아파-수니파 관계의 역사는 두 경쟁 종파의 초기 발전부터 시작하여 종종 종교 차별, 박해, 그리고 폭력을 수반했다.
이슬람 역사 전반에 걸쳐 다양한 시기에 시아파 집단과 소수 민족은 수니파 무슬림들에 의해 자행된 박해를 받아왔다.
군사적으로 확립되어 우마이야 정부를 통제하던 많은 수니파 통치자들은 시아파를 정치적, 종교적 권위에 대한 위협으로 인식했다. 우마이야 왕조 하의 수니파 통치자들은 시아파 소수민족을 주변화하려 했고, 나중에 아바스 왕조는 시아파 동맹국에 등을 돌려 그들을 투옥, 박해, 살해했다. 수니파 동교도들에 의한 역사 전반에 걸친 시아파 무슬림 박해는 종종 잔인하고 집단학살적인 행위로 특징지어졌다. 세계 무슬림 인구의 약 10-15%에 불과한 시아파 무슬림은 오늘날까지도 많은 수니파 지배적인 아랍 국가에서 소외된 공동체로 남아 있으며, 종교를 자유롭게 실천하고 조직할 권리를 박탈당하고 있다.
1514년, 오스만의 술탄 셀림 1세 (1512–1520)는 4만 명의 알레비파와 벡타시파(아나톨리아 시아파 무슬림)를 학살하라고 명령했다. 잘랄 알레아흐마드에 따르면, "술탄 셀림 1세는 한 명의 시아파를 죽이는 것이 내세에서 70명의 기독교인을 죽이는 것과 같은 보상을 가져온다고 선언하기에 이르렀다." 1802년, 알 사우드-와하브파 군대의 이크완은 제1차 사우디 국가(1727–1818)에서 카르발라 시를 공격하고 약탈했는데, 이 도시는 나자프(이라크 동부)에 있는 시아파 성지로 후사인 이븐 알리의 순교와 죽음을 기념한다.
사담 후세인의 바트당 이라크 통치 기간 동안, 1980년 이라크 부총리 타리크 아지즈에 대한 암살 시도 이후 시작된 탄압의 일환으로 시아파 정치 운동가들이 체포, 고문, 추방 또는 살해되었다. 2011년 3월, 말레이시아 정부는 시아파 이슬람을 "일탈적인" 종파로 선언하고 시아파 무슬림이 다른 무슬림들에게 자신들의 신앙을 전파하는 것을 금지했지만, 자신들만 사적으로 신앙을 실천하는 것은 허용했다.
가장 최근의 반시아파 억압 운동은 이슬람 국가 조직의 이라크 북부 영토에서 시아파를 박해한 것이었다. 이는 다양한 종교 집단에 대한 박해와 동일 조직에 의한 야지디족 집단학살과 함께 발생했다.

## 같이 보기
- 알라위파
- 반시아주의
- 열두 이맘 시아파에 대한 비판
- 시아파 이슬람의 역사
- 시아파의 이맘관
  - 알리 이븐 아비 탈리브의 이맘직과 수호직
  - 이스마일파의 이맘관
  - 니자리 교리의 이맘직
  - 열두 이맘파 교리의 이맘직
- 시아파 법학의 지적 증거
- 이슬람의 주요 판결
- 시아파 도서 목록
- 시아파 이슬람 왕조 목록
- 시아파 이슬람 학자 목록
- 시아파 무슬림 목록
- 시아파 성직자
- 시아파 초승달 지대
- 이슬람 국가의 시아파 박해
- 인도 아대륙의 시아파 이슬람
- 시아파 국가
- 시아 권리 감시단체
- 알리에 대한 시아파의 관점
- 쿠란에 대한 시아파의 관점

### 내용주
1. ↑  /ˈʃiːə/ /ˈɪzlɑːm, ˈɪzlæm/
2. ↑  2019년 외교협회 기사는 다음과 같이 말한다: "나이지리아의 시아파 인구 규모는 아무도 정확히 알지 못한다. 신뢰할 수 있는 추정치에 따르면 그 수는 나이지리아 인구의 2~3%로, 이는 약 4백만 명에 해당한다."[122] 2019년 BBC 뉴스 기사는 "[나이지리아 시아파] 수치 추정치는 매우 다양하며, 나이지리아 무슬림 인구 약 1억 명 중 5% 미만에서 17%까지 이른다"고 언급했다.[123]

### 인용
1. ↑  Armajani, Jon (2020). 《Shia Islam and Politics: Iran, Iraq, and Lebanon》. Lanham, MD: Lexington. 11쪽. ISBN 978-1-7936-2136-8.
2. ↑  Armajani 2020, 1–3쪽.
3. 1 2 3 4  The New Encyclopædia Britannica, 15th ed., Encyclopædia Britannica, Inc., 1998, ISBN 0-85229-663-0, Vol. 10, p. 738
4. ↑  Duncan S. Ferguson (2010). 《Exploring the Spirituality of the World Religions: The Quest for Personal, Spiritual and Social Transformation》. Bloomsbury Academic. 192쪽. ISBN 978-1-4411-4645-8.
5. ↑  Wehr, Hans. “Dictionary of Modern Written Arabic” 4판. 598쪽.
6. ↑  “Difference Between The Meaning Of Shia And Shiite? However the term Shiite is being used less and is considered less proper than simply using the term "Shia".”. 《English forums》. 2007년 2월 2일. 2019년 7월 31일에 원본 문서에서 보존된 문서. 2019년 7월 31일에 확인함.
7. ↑  Ṭabataba'i 1977, 34쪽
8. 1 2 3 4 5 6 7  Foody, Kathleen (September 2015).  Jain, Andrea R., 편집. 《Interiorizing Islam: Religious Experience and State Oversight in the Islamic Republic of Iran》. 《Journal of the American Academy of Religion》 83 (Oxford: Oxford University Press on behalf of the American Academy of Religion). 599–623쪽. doi:10.1093/jaarel/lfv029. eISSN 1477-4585. ISSN 0002-7189. JSTOR 24488178. LCCN sc76000837. OCLC 1479270. For Shiʿi Muslims, Muhammad not only designated ʿAlī as his friend, but appointed him as his successor—as the “lord” or “master” of the new Muslim community. ʿAlī and his descendants would become known as the Imams, divinely guided leaders of the Shiʿi communities, sinless, and granted special insight into the Qurʾanic text. The theology of the Imams that developed over the next several centuries made little distinction between the authority of the Imams to politically lead the Muslim community and their spiritual prowess; quite to the contrary, their right to political leadership was grounded in their special spiritual insight. While in theory, the only just ruler of the Muslim community was the Imam, the Imams were politically marginal after the first generation. In practice, Shiʿi Muslims negotiated varied approaches to both interpretative authority over Islamic texts and governance of the community, both during the lifetimes of the Imams themselves and even more so following the disappearance of the twelfth and final Imam in the ninth century.
9. ↑  Sobhani & Shah-Kazemi 2001, 97쪽
10. ↑  Sobhani & Shah-Kazemi 2001, 98쪽
11. ↑  Vaezi, Ahmad (2004). 《Shia political thought》. London: Islamic Centre of England. 56쪽. ISBN 978-1-904934-01-1. OCLC 59136662.
12. ↑  Cornell 2007, 218쪽
13. ↑  "Shiʻite Islam", by Allamah Sayyid Muhammad Husayn Tabataba'i, translated by Sayyid Husayn Nasr, State University of New York Press, 1975, p. 24
14. ↑  Dakake (2008), pp. 1–2
15. ↑  In his "Mutanabbi devant le siècle ismaëlien de l'Islam", in Mém. de l'Inst Français de Damas, 1935, p.
16. ↑  See: Lapidus p. 47, Holt p. 72
17. ↑  Francis Robinson, Atlas of the Islamic World, p. 23.
18. ↑  Jafri, S.H. Mohammad. "The Origin and Early Development of Shiʻa Islam", Oxford University Press, 2002, p. 6, ISBN 978-0-19-579387-1
19. 1 2 3 4 5 6 7  Martin, Richard C. (2003). 〈Shīʿa〉. 《Encyclopedia of Islam and the Muslim World》. New York: Macmillan reference USA. 621–624쪽. ISBN 978-0-02-865603-8.
20. ↑  Newman, Andrew J. 《Shiʿi》. Encyclopedia Britannica. 2021년 12월 28일에 확인함.
21. ↑  Esposito, John. "What Everyone Needs to Know about Islam". Oxford University Press, 2002 | ISBN 978-0-19-515713-0. p. 40
22. ↑  “From the article on Shii Islam in Oxford Islamic Studies Online”. Oxfordislamicstudies.com. 2012년 5월 28일에 원본 문서에서 보존된 문서. 2011년 5월 4일에 확인함.
23. 1 2  Amir-Moezzi, Mohammad Ali (2014). 〈Ghadīr Khumm〉.   Kate Fleet; Gundrun Krämer; Denis Matringe; John Nawas; Everett Rowson. 《Ghadīr Khumm》. 《Encyclopaedia of Islam Three》. doi:10.1163/1573-3912_ei3_COM_27419.
24. ↑  Olawuyi, Toyib (2014). 《On the Khilafah of Ali over Abu Bakr》. CreateSpace Independent Publishing Platform. 3쪽. ISBN 978-1-4928-5884-3. 2016년 4월 22일에 원본 문서에서 보존된 문서.
25. ↑  “The Shura Principle in Islam – by Sadek Sulaiman”. 《www.alhewar.com》. 2016년 7월 27일에 원본 문서에서 보존된 문서. 2016년 6월 18일에 확인함.
26. ↑  “Sunnis and Shia: Islam's ancient schism”. 《BBC News》 (영국 영어). 2016년 1월 4일. 2021년 8월 14일에 확인함.
27. 1 2 3 4  Merriam-Webster's Encyclopedia of World Religions, Wendy Doniger, Consulting Editor, Merriam-Webster, Inc., Springfield, MA 1999, ISBN 0-87779-044-2, LoC: BL31.M47 1999, p. 525
28. 1 2 3  "Esposito, John. "What Everyone Needs to Know about Islam" Oxford University Press, 2002. ISBN 978-0-19-515713-0. p. 46
29. ↑  The New Encyclopædia Britannica, 15th ed., Encyclopædia Britannica, Inc., 1998, ISBN 0-85229-663-0, Vol. 10, p. tid738
30. ↑  “"Solhe Emam Hassan"-Imam Hassan Sets Peace”. 2013년 3월 11일에 원본 문서에서 보존된 문서.
31. ↑  《تهذیب التهذیب》. 271쪽.
32. ↑  Madelung, Wilfred (2003). 《"Ḥasan b. ʿAli b. Abi Ṭāleb". Encyclopædia Iranica. Retrieved 7 November 2018》.
33. ↑  Discovering Islam: making sense of Muslim history and society (2002) Akbar S. Ahmed
34. ↑  Mustafa, Ghulam (1968). 《Religious trends in pre-Islamic Arabic poetry》. 11쪽. 2015년 9월 6일에 원본 문서에서 보존된 문서. Similarly, swords were also placed on the Idols, as it is related that Harith b. Abi Shamir, the Ghassanid king, had presented his two swords, called Mikhdham and Rasub, to the image of the goddess, Manat....to note that the famous sword of Ali, the fourth caliph, called Dhu-al-Fiqar, was one of these two swords
35. ↑  “Lesson 13: Imam's Traits”. 《Al-Islam.org》. 2015년 1월 13일. 2015년 2월 9일에 원본 문서에서 보존된 문서.
36. ↑  Goldziher, I.; van Arendonk, C.; Tritton, A.S. (2012). 〈Ahl al- Bayt〉.   P. Bearman; Th. Bianquis; C.E. Bosworth; E. van Donzel; W.P. Heinrichs. 《Ahl al-BMatt》. 《Encyclopaedia of Islam》 2판. Brill. doi:10.1163/1573-3912_islam_SIM_0378.
37. 1 2  “امامت از منظر متکلّمان شیعی و فلاسفه اسلامی”. 《پرتال جامع علوم انسانی》 (페르시아어). 2021년 8월 28일에 원본 문서에서 보존된 문서. 2021년 8월 28일에 확인함.
38. 1 2  Nasr (1979), p. 10
39. 1 2  Momen 1985, 174쪽
40. ↑  عسکری, سید مرتضی. 《ولایت علی در قرآن کریم و سنت پیامبر، مرکز فرهنگی انتشاراتی منیر، چاپ هفتم》.
41. ↑  Corbin 1993, pp. 45–51
42. ↑  Nasr (1979), p. 15
43. 1 2  Gleave, Robert (2004). 〈Imamate〉. 《Encyclopaedia of Islam and the Muslim world; vol.1》. Macmillan. ISBN 978-0-02-865604-5.
44. ↑  “نقد و بررسى گرایش ایلخانان به اسلام و تشیّع”. 《پرتال جامع علوم انسانی》 (페르시아어). 2020년 4월 12일에 원본 문서에서 보존된 문서. 2021년 8월 28일에 확인함.
45. ↑  “The Five Kingdoms of the Bahmani Sultanate”. orbat.com. 2007년 2월 23일에 원본 문서에서 보존된 문서. 2007년 1월 5일에 확인함.
46. ↑  Ansari, N.H. 《Bahmanid Dynasty》. Encyclopædia Iranica. 2006년 10월 19일에 원본 문서에서 보존된 문서.
47. ↑  Pollard, Elizabeth (2015). 《Worlds Together Worlds Apart》. New York: W.W. Norton Company Inc. 313쪽. ISBN 978-0-393-91847-2.
48. ↑  Chodorow, Stanley; Knox, MacGregor; Shirokauer, Conrad; Strayer, Joseph R.; Gatzke, Hans W. (1994). 《The Mainstream of Civilization》. Harcourt Press. 209쪽. ISBN 978-0-15-501197-7. The architect of his military system was a general named Jawhar, an islamicized Greek slave who had led the conquest of North Africa and then of Egypt
49. ↑  Fossier, Robert; Sondheimer, Janet; Airlie, Stuart; Marsack, Robyn (1997). 《The Cambridge illustrated history of the Middle Ages》. Cambridge University Press. 170쪽. ISBN 978-0-521-26645-1. When the Sicilian Jawhar finally entered Fustat in 969 and the following year founded the new dynastic capital, Cairo, 'The Victorious', the Fatimids ...
50. ↑  Saunders, John Joseph (1990). 《A History of Medieval Islam》. Routledge. 133쪽. ISBN 978-0-415-05914-5. Under Muʼizz (955-975) the Fatimids reached the height of their glory, and the universal triumph of Isma ʻilism appeared not far distant. The fourth Fatimid Caliph is an attractive character: humane and generous, simple and just, he was a good administrator, tolerant and conciliatory. Served by one of the greatest generals of the age, Jawhar al-Rumi, a former Greek slave, he took fullest advantage of the growing confusion in the Sunnite world.
51. 1 2  Masters, Bruce (2009). 〈Baghdad〉.   Ágoston, Gábor; Masters, Bruce. 《Encyclopedia of the Ottoman Empire》. 뉴욕: Facts On File. 71쪽. ISBN 978-0-8160-6259-1. LCCN 2008020716. 2016년 5월 16일에 원본 문서에서 보존된 문서. 2022년 6월 21일에 확인함.
52. ↑  Stanford J. Shaw; Ezel Kural Shaw (1976). 《History of the Ottoman Empire and Modern Turkey: Volume 1, Empire of the Gazis: The Rise and Decline of the Ottoman Empire 1280–1808》. Cambridge University Press. ISBN 978-0-521-29163-7. 2017년 1월 11일에 원본 문서에서 보존된 문서. 2018년 2월 10일에 확인함.
53. ↑  Francis Robinson, Atlas of the Muslim World, p. 49.
54. ↑  Momen 1985, 123쪽
55. ↑  Momen 1985, 130, 191쪽
56. ↑  “Druze and Islam”. americandruze.com. 2011년 5월 14일에 원본 문서에서 보존된 문서. 2010년 8월 12일에 확인함.
57. ↑  “Ijtihad in Islam”. AlQazwini.org. 2005년 1월 2일에 원본 문서에서 보존된 문서. 2010년 8월 12일에 확인함.
58. ↑  Momen 1985, 15쪽
59. 1 2  Amir-Moezzi, Mohammad Ali (2005년 7월 20일).  Ehsan Yarshater, 편집. “Shiʻite Doctrine”. Encyclopædia Iranica. 2015년 5월 17일에 원본 문서에서 보존된 문서. 2019년 1월 22일에 확인함.
60. ↑  “Encyclopedia of the Middle East”. Mideastweb.org. 2008년 11월 14일. 2011년 5월 12일에 원본 문서에서 보존된 문서. 2011년 5월 4일에 확인함.
61. ↑  “اضافه شدن نام حضرت علی (ع) به شهادتین”. 《fa》. 2010년 12월 9일. 2021년 8월 28일에 확인함.
62. 1 2  Dabashi (2006). 《Theology of Discontent: The Ideological Foundatation of the Islamic Revolution in Iran》. Transaction Publishers. 463쪽. ISBN 978-1412839723.
63. ↑  Francis Robinson, Atlas of the Muslim World, p. 47.
64. ↑  〈Shīʿite〉. 《Britannica》. 2019년 7월 20일에 원본 문서에서 보존된 문서. 2019년 7월 21일에 확인함.
65. ↑  쿠란 33:33
66. ↑  Momen 1985, 155쪽
67. ↑  Corbin (1993), pp. 48, 49
68. ↑  Corbin (1993), p. 48
69. ↑  “How do Sunnis and Shias differ theologically?”. BBC. 2009년 8월 19일. 2014년 4월 17일에 원본 문서에서 보존된 문서.
70. ↑  Nasr, Sayyed Hossein. Expectation of the Millennium : Shiìsm in History, State University of New York Press, 1989, p. 19, ISBN 978-0-88706-843-0
71. ↑  “Compare Shia and Sunni Islam”. ReligionFacts. 2004년 3월 17일. 2011년 4월 29일에 원본 문서에서 보존된 문서. 2011년 5월 4일에 확인함.
72. ↑  "The Complete Idiot's Guide to World Religions", Brandon Toropov, Father Luke Buckles, Alpha; 3rd ed., 2004, ISBN 978-1-59257-222-9, p. 135
73. ↑  Shiʻite Islam, by Allamah Sayyid Muhammad Husayn Tabataba'i (1979), pp. 41–44 [{{{설명}}}]
74. 1 2 3 4  Al-Kulayni, Abu Jaʼfar Muhammad ibn Yaʼqub (2015). 《Kitab al-Kafi》. South Huntington, NY: The Islamic Seminary Inc. ISBN 978-0-9914308-6-4.
75. ↑  Allamah Muhammad Rida Al Muzaffar (1989). 《The faith of Shia Islam》. Ansariyan Qum. 1쪽.
76. ↑  “The Beliefs of Shia Islam – Chapter 1”. 2016년 10월 25일에 원본 문서에서 보존된 문서.
77. ↑  Sanders, Paula (1994). 《Ritual, politics, and the city in Fatimid Cairo》. SUNY Press. 121쪽. ISBN 978-0791417812.
78. ↑  Trawicky, Bernard; Wilhelme Gregory, Ruth (2002). 《Anniversaries and holidays》. American Library Association. 233쪽. ISBN 978-0838910047.
79. ↑  “Lady Fatima inspired women of Iran to emerge as an extraordinary force”. 2017년 3월 18일. 2018년 8월 25일에 원본 문서에서 보존된 문서. 2018년 8월 26일에 확인함.
80. ↑  Higgins, Andrew (2007년 6월 2일). “Inside Iran's Holy Money Machine”. 《Wall Street Journal》 (미국 영어). ISSN 0099-9660. 2016년 4월 24일에 원본 문서에서 보존된 문서. 2017년 10월 24일에 확인함.
81. ↑  “Karbala and Najaf: Shia holy cities”. 2003년 4월 20일.
82. ↑  Escobar, Pepe (2002년 5월 24일). “Knocking on heaven's door”. 《Central Asia/Russia》. Asia Times Online. 2002년 6월 3일에 원본 문서에서 보존된 문서. 2006년 11월 12일에 확인함. according to a famous hadith... 'our sixth imam, Imam Sadeg, says that we have five definitive holy places that we respect very much. The first is Mecca... second is Medina... third... is in Najaf. The fourth... in Kerbala. The last one belongs to... Qom.'
83. ↑  Louėr, Laurence (2008). 《Transnational Shia politics: religious and political networks in the Gulf》. Columbia University Press. 22쪽. ISBN 978-0231700405.
84. ↑  Dabrowska, Karen; Hann, Geoff (2008). 《Iraq Then and Now: A Guide to the Country and Its People》. Bradt Travel Guides. 239쪽. ISBN 978-1841622439. 2017년 1월 2일에 원본 문서에서 보존된 문서.
85. 1 2  Tsadik, Daniel (2010년 10월 1일), 〈Najāsat〉, 《Encyclopedia of Jews in the Islamic World》 (영어), Brill, 2024년 1월 8일에 확인함
86. 1 2  Litvak, Meir (2017). 《Constructing nationalism in Iran: from the Qajars to the Islamic Republic》. Routledge studies in modern history. London: Routledge, Taylor & Francis Group. 174쪽. ISBN 978-1-138-21322-7.
87. 1 2  Moreen, Vera B. (2010년 10월 1일), 〈Shiʽa and the Jews〉, 《Encyclopedia of Jews in the Islamic World》 (영어), Brill, 2024년 1월 8일에 확인함
88. ↑  “Jews and Wine in Shiite Iran – Some Observations on the Concept of Religious Impurity”. 《Association for Iranian Studies》. 2024년 1월 8일에 원본 문서에서 보존된 문서. 2024년 1월 8일에 확인함.
89. ↑  “Jurisprudence and Law – Islam: Reorienting the Veil”. University of North Carolina. 2009.
90. 1 2  “Mapping the Global Muslim Population”. 2009년 10월 7일. 2015년 12월 14일에 원본 문서에서 보존된 문서. 2014년 12월 10일에 확인함. The Pew Forum's estimate of the Shia population (10–13%) is in keeping with previous estimates, which generally have been in the range of 10–15%.
91. ↑  〈Shīʿite〉. 《Encyclopædia Britannica Online》. 2022년 1월 18일에 확인함. In the early 21st century some 10–13 percent of the world's 1.6 billion Muslims were Shiʿi.
92. 1 2 3 4 5 6 7 8 9 10  “Mapping the Global Muslim Population: A Report on the Size and Distribution of the World's Muslim Population”. 《퓨 연구센터》. 2009년 10월 7일. 2015년 12월 14일에 원본 문서에서 보존된 문서. 2010년 8월 25일에 확인함. Of the total Muslim population, 10–13% are Shia Muslims and 87–90% are Sunni Muslims. Most Shias (between 68% and 80%) live in just four countries: Iran, Pakistan, India and Iraq.
93. 1 2 3 4 5 6 7  Miller, Tracy, 편집. (October 2009). 《Mapping the Global Muslim Population: A Report on the Size and Distribution of the World's Muslim Population》 (PDF). 퓨 연구센터. 2010년 1월 13일에 원본 문서 (PDF)에서 보존된 문서. 2009년 10월 8일에 확인함.
94. ↑  Momen 1985, 277쪽
95. 1 2  “Foreign Affairs – When the Shiites Rise – Vali Nasr”. Mafhoum.com. 2014년 1월 15일에 원본 문서에서 보존된 문서. 2014년 1월 27일에 확인함.
96. ↑  “Quick guide: Sunnis and Shias”. 《BBC News》. 2006년 12월 11일. 2008년 12월 28일에 원본 문서에서 보존된 문서.
97. ↑  《Atlas of the Middle East》 Seco판. Washington, DC: 내셔널 지오그래픽. 2008. 80–81쪽. ISBN 978-1-4262-0221-6.
98. ↑  “International Religious Freedom Report 2010”. U.S. Government Department of State. 2019년 12월 13일에 원본 문서에서 보존된 문서. 2010년 11월 17일에 확인함.
99. ↑  “International Religious Freedom Report for 2012”. 《미국 국무부》. 2012.
100. ↑  “The New Middle East, Turkey, and the Search for Regional Stability” (PDF). 《Strategic Studies Institute》. April 2008. 87쪽. 2015년 3월 18일에 원본 문서 (PDF)에서 보존된 문서.
101. ↑  Shankland, David (2003). 《The Alevis in Turkey: The Emergence of a Secular Islamic Tradition》. Routledge. ISBN 978-0-7007-1606-7.
102. ↑  “Country Profile: Pakistan” (PDF). 《미국 의회도서관 on Pakistan》. 미국 의회도서관. February 2005. 2005년 7월 17일에 원본 문서 (PDF)에서 보존된 문서. 2010년 9월 1일에 확인함. Religion: The overwhelming majority of the population (96.3 percent) is Muslim, of whom approximately 95 percent are Sunni and 5 percent Shia.
103. ↑  “Shia women too can initiate divorce” (PDF). 미국 의회도서관 on Afghanistan. August 2008. 2014년 4월 8일에 원본 문서 (PDF)에서 보존된 문서. 2010년 8월 27일에 확인함. Religion: Virtually the entire population is Muslim. Between 80 and 85 percent of Muslims are Sunni and 15 to 19 percent, Shia.
104. ↑  “Afghanistan”. 《중앙정보국 (CIA)》. 월드 팩트북 on Afghanistan. 2010년 5월 28일에 원본 문서에서 보존된 문서. 2010년 8월 27일에 확인함. Religions: Sunni Muslim 80%, Shia Muslim 19%, other 1%
105. ↑  알 자지라: [], 1973, retrieved 14 February 2021
106. ↑  Joyce, Miriam (2012). 《Bahrain from the Twentieth Century to the Arab Spring》. New York, NY: Palgrave Macmillan. 121쪽. ISBN 978-1-137-03178-5.
107. ↑  al-Qudaihi, Anees (2009년 3월 24일). “Saudi Arabia's Shia press for rights”. BBC Arabic Service. 2010년 4월 7일에 원본 문서에서 보존된 문서. 2009년 3월 24일에 확인함.
108. ↑  Merrick, Jane; Sengupta, Kim (2009년 9월 20일). “Yemen: The land with more guns than people”. 《The Independent》 (London). 2010년 3월 21일에 확인함.
109. ↑  Sharma, Hriday (2011년 6월 30일). “The Arab Spring: The Initiating Event for a New Arab World Order”. 《E-international Relations》. 2020년 8월 29일에 원본 문서에서 보존된 문서. In Yemen, Zaidists, a Shia offshoot, constitute 30% of the total population
110. ↑  Leonard Leo. 《International Religious Freedom (2010): Annual Report to Congress》. Diane Publishing. 261–쪽. ISBN 978-1-4379-4439-6. 2014년 1월 1일에 원본 문서에서 보존된 문서. 2012년 10월 24일에 확인함.
111. ↑  Paul Ohia (2010년 11월 16일). “Nigeria: 'No Settlement With Iran Yet'”. 《This Day》. 2012년 10월 18일에 원본 문서에서 보존된 문서.
112. ↑  Charton-Bigot, Helene; Rodriguez-Torres, Deyssi (2010). 《Nairobi Today: the Paradox of a Fragmented City》. African Books Collective. 239쪽. ISBN 978-9987080939.
113. ↑  Heinrich Matthée (2008). 《Muslim Identities and Political Strategies: A Case Study of Muslims in the Greater Cape Town Area of South Africa, 1994–2000》. kassel university press GmbH. 136–쪽. ISBN 978-3-89958-406-6. 2013년 10월 9일에 원본 문서에서 보존된 문서. 2012년 8월 14일에 확인함.
114. ↑  Abdullahi, Mohamed Diriye (2001). 《Culture and customs of Somalia》. Greenwood Publishing Group. 55쪽. ISBN 978-0-313-31333-2.
115. ↑  Yasurō Hase; Hiroyuki Miyake; Fumiko Oshikawa (2002). 《South Asian migration in comparative perspective, movement, settlement and diaspora》. Japan Center for Area Studies, National Museum of Ethnology. 2015년 9월 6일에 원본 문서에서 보존된 문서. 2015년 6월 20일에 확인함.
116. ↑  “2023 Report on International Religious Freedom: Pakistan”. US Department of State. 2023.
117. ↑  Reynolds, James (2012년 8월 12일). “Why Azerbaijan is closer to Israel than Iran”. BBC.
118. ↑  Umutlu, Ayseba. “Islam's gradual resurgence in post-Soviet Azerbaijan”.
119. 1 2  Bedford, Sofie (2016).  Ismayilov, Murad; Graham, Norman A., 편집. 《Turkish–Azerbaijani Relations: One Nation – Two States?》. Routledge. 128쪽. ISBN 978-1138650817.
120. ↑  Massoud, Waheed (2011년 12월 6일). “Why have Afghanistan's Shias been targeted now?”. BBC.
121. ↑  “Lebanon”. CIA World Factbook. 2020.
122. 1 2  Campbell, John (2019년 7월 10일). “More Trouble Between Nigeria's Shia Minority and the Police”. Council on Foreign Relations.
123. ↑  Tangaza, Haruna Shehu (2019년 8월 5일). “Islamic Movement in Nigeria: The Iranian-inspired Shia group”. BBC.
124. ↑  “2018 Report on International Religious Freedom: Kuwait”. Office of International Religious Freedom, United States Department of State.
125. ↑  Aswad, B. and Abowd, T., 2013. Arab Americans. Race and Ethnicity: The United States and the World, pp. 272–301.
126. ↑  Erlich, Reese (2015년 8월 4일). “Mitigating Sunni-Shia conflict in 'the world's most charming police state'”. Agence France-Presse.
127. ↑  Cornell 2007, 237쪽
128. ↑  Newman, Andrew J. (2013). 〈Introduction〉. 《Twelver Shiism: Unity and Diversity in the Life of Islam, 632 to 1722》. Edinburgh University Press. 2쪽. ISBN 978-0-7486-7833-4. 2016년 5월 1일에 원본 문서에서 보존된 문서. 2015년 10월 13일에 확인함.
129. ↑  Guidère, Mathieu (2012). 《Historical Dictionary of Islamic Fundamentalism》. Scarecrow Press. 319쪽. ISBN 978-0-8108-7965-2.
130. ↑  Tabataba'i (1979), p. 76
131. ↑  God's rule: the politics of world religions, p. 146, Jacob Neusner, 2003
132. ↑  Esposito, John. What Everyone Needs to Know about Islam, Oxford University Press, 2002. ISBN 978-0-19-515713-0. p. 40
133. ↑  Cornell 2007, 237쪽
134. ↑  "Esposito, John. "What Everyone Needs to Know about Islam" Oxford University Press, 2002. ISBN 978-0-19-515713-0. p. 45.
135. ↑  “Administrative Department of the President of the Republic of Azerbaijan – Presidential Library – Religion” (PDF). 2011년 11월 23일에 원본 문서 (PDF)에서 보존된 문서.
136. ↑  Esposito, John. "What Everyone Needs to Know about Islam" Oxford University Press, 2002. ISBN 978-0-19-515713-0. p. 45
137. ↑  “Challenges For Saudi Arabia Amidst Protests in the Gulf – Analysis”. 《Eurasia Review》. 2011년 3월 25일. 2012년 4월 1일에 원본 문서에서 보존된 문서.
138. 1 2 3  Richter, Joanne (2006). 《Iran: the Culture》. Crabtree Publishing Company. 7쪽. ISBN 978-0778791423.
139. ↑  Nahj al-balaghah, Mohaghegh (researcher) 'Atarodi Ghoochaani, the introduction of Sayyid Razi, p. 1
140. ↑  《Al-Kafi Book I: Intellect and Foolishness》. Taqwa Media. 2012. ISBN 978-1-939420-00-8.
141. ↑  Khalaji 2009, 64쪽.
142. ↑  Bohdan 2020, 243쪽.
143. ↑  “اخوانی گوشه‌نشین”. 《ایرنا پلاس》 (페르시아어). 2020년 3월 1일. 2022년 5월 23일에 원본 문서에서 보존된 문서. 2022년 5월 10일에 확인함.
144. ↑  Bohdan 2020, 250–251쪽.
145. ↑  Hermann, Denis (2013년 5월 1일). 《Akhund Khurasani and the Iranian Constitutional Movement》. 《Middle Eastern Studies》 49. 437쪽. doi:10.1080/00263206.2013.783828. ISSN 0026-3206. S2CID 143672216.
146. ↑  “Shaykh Ahmad al-Ahsa'i”. 2007년 2월 18일에 원본 문서에서 보존된 문서. 2007년 4월 25일에 확인함.
147. ↑  Nasr, Vali, The Shia Revival, Norton, (2006), p. 76
148. ↑  “Congressional Human Rights Caucus Testimony – Najran, The Untold Story”. 2006년 12월 27일에 원본 문서에서 보존된 문서. 2007년 1월 8일에 확인함.
149. ↑  “News Summary: China; Latvia”. 2003년 9월 22일. 2007년 5월 6일에 원본 문서에서 보존된 문서. 2007년 6월 1일에 확인함.
150. ↑  Daftary, Farhad (1998). 《A Short History of the Ismailis》. Edinburgh: Edinburgh University Press. 1–4쪽. ISBN 978-0-7486-0687-0.
151. ↑  Virani, Shafique N. (2010). 《The Right Path: A Post-Mongol Persian Ismaili Treatise》. 《Iranian Studies》 43. 197–221쪽. doi:10.1080/00210860903541988. ISSN 0021-0862. S2CID 170748666.
152. 1 2 3 4  Timani, Hussam S. (2021). 〈Part 5: In Between and on the Fringes of Islam – The Druze〉.   Cusack, Carole M.; Upal, M. Afzal. 《Handbook of Islamic Sects and Movements》. Brill Handbooks on Contemporary Religion 21. 라이덴과 보스턴: 브릴 출판사. 724–742쪽. doi:10.1163/9789004435544_038. ISBN 978-90-04-43554-4. ISSN 1874-6691.
153. ↑  Poonawala, Ismail K. (July–September 1999). 《Review: The Fatimids and Their Traditions of Learning by Heinz Halm》. 《Journal of the American Oriental Society》 119 (American Oriental Society). 542쪽. doi:10.2307/605981. ISSN 0003-0279. JSTOR 605981. LCCN 12032032. OCLC 47785421.
154. ↑  “al-Hakim bi Amr Allah: Fatimid Caliph of Egypt”. 2007년 4월 6일에 원본 문서에서 보존된 문서. 2007년 4월 24일에 확인함.
155. ↑  Pintak, Lawrence (2019). 《America & Islam: Soundbites, Suicide Bombs and the Road to Donald Trump》. Bloomsbury Publishing. 86쪽. ISBN 978-1-78831-559-3.
156. ↑  Jonas, Margaret (2011). 《The Templar Spirit: The Esoteric Inspiration, Rituals and Beliefs of the Knights Templar》. Temple Lodge Publishing. 83쪽. ISBN 978-1-906999-25-4. [Druze] often they are not regarded as being Muslim at all, nor do all the Druze consider themselves as Muslim
157. ↑  “Are the Druze People Arabs or Muslims? Deciphering Who They Are”. 《Arab America》 (영어). 2018년 8월 8일. 2020년 4월 13일에 확인함.
158. ↑  J. Stewart, Dona (2008). 《The Middle East Today: Political, Geographical and Cultural Perspectives》. Routledge. 33쪽. ISBN 978-1-135-98079-5. Most Druze do not consider themselves Muslim. Historically they faced much persecution and keep their religious beliefs secrets.
159. ↑  Daftary, Farhad (1998). 《A Short History of the Ismailis》. Edinburgh: Edinburgh University Press. 106–108쪽. ISBN 978-0-7486-0687-0.
160. ↑  “About Yemen”. 《Yemeni in Canada》. Embassy of the Republic of Yemen in Canada. 2007년 1월 27일에 원본 문서에서 보존된 문서. 2015년 4월 9일에 확인함.
161. ↑  “Yemen [Yamaniyyah]: general data of the country”. 《Population Statistics》. 2016년 3월 4일에 원본 문서에서 보존된 문서. 2015년 4월 9일에 확인함.
162. ↑  “Sunni-Shiʻa Schism: Less There Than Meets the Eye”. 1991. 24쪽. 2005년 4월 23일에 원본 문서에서 보존된 문서.
163. ↑  
  - Hodgson, Marshall (1961). 《Venture of Islam》. Chicago: University of Chicago Press. 262쪽.
164. ↑  Ibn Abī Zarʻ al-Fāsī, ʻAlī ibn ʻAbd Allāh (1340). 《Rawḍ al-Qirṭās: Anīs al-Muṭrib bi-Rawd al-Qirṭās fī Akhbār Mulūk al-Maghrib wa-Tārīkh Madīnat Fās》. ar-Rabāṭ: Dār al-Manṣūr (1972에 출판됨). 38쪽.
  - “حين يكتشف المغاربة أنهم كانوا شيعة وخوارج قبل أن يصبحوا مالكيين !”. 《hespress.com》. 2008년 6월 12일에 원본 문서에서 보존된 문서.
  - Ignác Goldziher (1981). 《Introduction to Islamic Theology and Law》. Princeton University Press. 218쪽. ISBN 978-0-691-10099-9.
  - James Hastings (2003). 《Encyclopedia of Religion and Ethics》. Kessinger Publishing. 844쪽. ISBN 978-0-7661-3704-2.
  - “The Initial Destination of the Fatimid caliphate: The Yemen or The Maghrib?”. The Institute of Ismaili Studies. 2015년 7월 6일에 원본 문서에서 보존된 문서.
  - “Shiʻah tenets concerning the question of the imamate – New Page 1”. 《muslimphilosophy.com》. 2012년 8월 29일에 원본 문서에서 보존된 문서.
165. ↑  Article by Sayyid 'Ali ibn 'Ali Al-Zaidi,At-tarikh as-saghir 'an ash-shia al-yamaniyeen (Arabic: التاريخ الصغير عن الشيعة اليمنيين, A short History of the Yemenite Shiʻites), 2005 Referencing: Iranian Influence on Moslem Literature
166. ↑  Article by Sayyid 'Ali ibn 'Ali Al-Zaidi, At-tarikh as-saghir 'an ash-shia al-yamaniyeen (Arabic: التاريخ الصغير عن الشيعة اليمنيين, A short History of the Yemenite Shiʻites), 2005 Referencing: Encyclopædia Iranica
167. ↑  Walker, Paul Ernest (1999). 《Hamid Al-Din Al-Kirmani: Ismaili Thought in the Age of Al-Hakim》. Ismaili Heritage Series 3. London; New York: I.B. Tauris in association with the Institute of Ismaili Studies. 13쪽. ISBN 978-1-86064-321-7.
168. ↑  Madelung, W. (2007년 12월 7일). 〈al-Uk̲h̲ayḍir〉. 《Encyclopaedia of Islam》. Brill.
169. ↑  Article by Sayyid Ali ibn ' Ali Al-Zaidi, At-tarikh as-saghir 'an ash-shia al-yamaniyeen (Arabic: التاريخ الصغير عن الشيعة اليمنيين, A short History of the Yemenite Shiʻites), 2005
170. ↑  “Universiteit Utrecht Universiteitsbibliotheek”. Library.uu.nl. 2006년 5월 2일에 원본 문서에서 보존된 문서. 2011년 5월 4일에 확인함.
171. 1 2 3  Nevola, Luca; Shiban, Baraa (2020). 〈The Role of "Coup Forces," Saleh, and the Houthis〉.   Day, Stephen W.; Brehony, Noel. 《Global, Regional, and Local Dynamics in the Yemen Crisis》. 캄, 스위스: 팰그레이브 맥밀런. 233–251쪽. doi:10.1007/978-3-030-35578-4_15. ISBN 978-3-030-35578-4. S2CID 213121908.
172. 1 2 3  Glenn, Cameron (2015년 4월 29일). “Who are Yemen's Houthis?”. 《The Islamists》 (워싱턴 D.C.: 우드로 윌슨 국제학자센터). 2022년 3월 7일에 원본 문서에서 보존된 문서. 2022년 3월 8일에 확인함.
173. ↑  “Yemen's Houthis form own government in Sanaa”. Al Jazeera. 2015년 2월 6일. 2015년 2월 7일에 원본 문서에서 보존된 문서. 2015년 2월 7일에 확인함.
174. ↑  “Yemen govt vows to stay in Aden despite IS bombings”. 《Yahoo News》. 2015년 10월 7일. 2015년 12월 22일에 원본 문서에서 보존된 문서.
175. ↑  “Arab Coalition Faces New Islamic State Foe in Yemen Conflict”. 《NDTV.com》. 2015년 10월 7일. 2016년 3월 4일에 원본 문서에서 보존된 문서.
176. 1 2 3  Poljarevic, Emin (2021). 〈Theology of Violence-oriented Takfirism as a Political Theory: The Case of the Islamic State in Iraq and Syria (ISIS)〉.   Cusack, Carole M.; Upal, Muhammad Afzal. 《Handbook of Islamic Sects and Movements》. Brill Handbooks on Contemporary Religion 21. 라이덴과 보스턴: 브릴 출판사. 485–512쪽. doi:10.1163/9789004435544_026. ISBN 978-90-04-43554-4. ISSN 1874-6691.
177. 1 2 3  Rickenbacher, Daniel (August 2019).  Jikeli, Gunther, 편집. 《The Centrality of Anti-Semitism in the Islamic State's Ideology and Its Connection to Anti-Shiism》. 《Religions》 10 (바젤: MDPI). 483쪽. doi:10.3390/rel10080483. ISSN 2077-1444.
178. 1 2  Badara, Mohamed; Nagata, Masaki (November 2017). 《Modern Extremist Groups and the Division of the World: A Critique from an Islamic Perspective》. 《Arab Law Quarterly》 31 (라이덴: 브릴 출판사). 305–335쪽. doi:10.1163/15730255-12314024. ISSN 1573-0255.
179. 1 2  Bunzel, Cole (March 2015). 《From Paper State to Caliphate: The Ideology of the Islamic State》 (PDF). 《The Brookings Project on U.S. Relations with the Islamic World》 19 (워싱턴 D.C.: 브루킹스 연구소). 1–48쪽. 2015년 3월 21일에 원본 문서 (PDF)에서 보존된 문서. 2020년 9월 13일에 확인함.
180. ↑  Stevan Lars Nielson; E. Thomas Dowd (2006). 《The Psychologies in Religion: Working with the Religious Client》. Springer Publishing Company. 237쪽. ISBN 978-0-8261-2857-7.
181. ↑  Maddox, Bronwen (2006년 12월 30일). “Hanging will bring only more bloodshed”. 《더 타임스》 (런던). 2019년 10월 29일에 원본 문서에서 보존된 문서. 2010년 5월 23일에 확인함.
182. ↑  “Al-Ahram Weekly | Region | Shiʻism or schism”. Weekly.ahram.org.eg. 2004년 3월 17일. 2011년 4월 4일에 원본 문서에서 보존된 문서. 2011년 5월 4일에 확인함.
183. ↑  “The Shia, Ted Thornton, NMH, Northfield Mount Hermon”. 2009년 8월 13일에 원본 문서에서 보존된 문서.
184. ↑  “The Origins of the Sunni/Shia split in Islam”. Islamfortoday.com. 2007년 1월 26일에 원본 문서에서 보존된 문서. 2011년 5월 4일에 확인함.
185. ↑  Nasr, Vali (2006). The Shia Revival: How Conflicts Within Islam Will Shape the Future. W.W. Norton & Company Inc. ISBN 978-0-393-06211-3 pp. 52–53
186. ↑  George C. Kohn (2007). Dictionary of Wars. Infobase Publishing. p. 385. ISBN 0-8160-6577-2
187. ↑  Al-e Ahmad, Jalal. Plagued by the West (Gharbzadegi), translated by Paul Sprachman. Delmor, NY: Center for Iranian Studies, Columbia University, 1982.
188. ↑  “Saudi Arabia – The Saud Family and Wahhabi Islam”. 미국 의회도서관. 2011년 7월 21일에 원본 문서에서 보존된 문서.
189. ↑  Gritten, David (2006년 2월 25일). “Long path to Iraq's sectarian split”. 《BBC 뉴스》. 2008년 7월 27일에 원본 문서에서 보존된 문서. 2015년 4월 19일에 확인함.
190. ↑  Whitaker, Brian (2003년 4월 25일). “Christian outsider in Saddam's inner circle”. 《더 가디언》 (런던, 영국). 2007년 12월 24일에 확인함.
191. ↑  “Malaysian government to Shia Muslims: Keep your beliefs to yourself”. globalpost.com. 2014년 2월 28일에 원본 문서에서 보존된 문서. 2014년 3월 17일에 확인함.
192. ↑  “Malaysia” (PDF). 《International Religious Freedom Report》. United States Department of State Bureau of Democracy, Human Rights and Labor. 2011. 2017년 3월 28일에 원본 문서 (PDF)에서 보존된 문서. 2014년 3월 17일에 확인함.
193. ↑  Baele, Stephane J. (October 2019).  Giles, Howard, 편집. 《Conspiratorial Narratives in Violent Political Actors' Language》. 《Religions》 38 (SAGE Publications). 706–734쪽. doi:10.1177/0261927X19868494. hdl:10871/37355. ISSN 1552-6526. S2CID 195448888.
194. ↑  Ghasemi, Faezeh (2020). 《Anti-Shiism Discourse》 (PhD). 테헤란 대학교.
 • Ghasemi, Faezeh (2017). 《Anti-Shiite and Anti-Iranian Discourses in ISIS Texts》. 《Discourse》 11. 75–96쪽.
 • Matthiesen, Toby (2015년 7월 21일). “The Islamic State Exploits Entrenched Anti-Shia Incitement”. 《Sada》. 카네기 국제평화재단.

## 추가 문헌
- Chelkowski, Peter J. (2010). 《Eternal Performance: Taziyah and Other Shiite Rituals》. University of Chicago Press. ISBN 978-1-906497-51-4.

- Dabashi, Hamid (2011). 《Shiʻism: A Religion of Protest》. Harvard University Press. ISBN 978-0-674-06428-7.
- Halm, Heinz (2004). 《Shiʻism》. Edinburgh University Press. ISBN 978-0-7486-1888-0.
- Halm, Heinz (2007). 《The Shiʻites: A Short History》. Markus Wiener Pub. ISBN 978-1-55876-437-8.
- Lalani, Arzina R. (2000). 《Early Shiʻi Thought: The Teachings of Imam Muhammad Al-Baqir》. I.B.Tauris. ISBN 978-1-86064-434-4.
- Marcinkowski, Christoph (2010). 《Shiʻite Identities: Community and Culture in Changing Social Contexts》. Lit Verlag. ISBN 978-3-643-80049-7.
- Momen, Moojan (1985). 《An Introduction to Shiʻi Islam: The History and Doctrines of Twelver Shiʻism》. Yale University Press. ISBN 978-0-300-03499-8.
- Shirazi, Sultanu'l-Wa'izin (2013). 《Peshawar Nights, A Transcript of a Dialogue between Shia and Sunni scholars》. 안사리얀 출판사. ISBN 978-964-438-320-5.
- Nasr, Seyyed Hossein; 하미드 다바시 (1989). 《Expectation of the Millennium: Shiʻism in History》. SUNY Press. ISBN 978-0-88706-843-0.
- Rogerson, Barnaby (2007). 《The Heirs of Muhammad: Islam's First Century and the Origins of the Sunni Shia split》. Overlook Press. ISBN 978-1-58567-896-9.
- Wollaston, Arthur N. (2005). 《The Sunnis and Shias》. Kessinger Publishing. ISBN 978-1-4254-7916-9.
- Shi'a Minorities in the Contemporary World: Migration, Transnationalism and Multilocality. United Kingdom, Edinburgh University Press, 2020.
- Khalaji, Mehdi (2009년 11월 27일). 《The Dilemmas of Pan-Islamic Unity》. 《Current Trends in Islamist Ideology》 9. 64–79쪽.
- Bohdan, Siarhei (Summer 2020). 《"They Were Going Together with the Ikhwan": The Influence of Muslim Brotherhood Thinkers on Shi'i Islamists during the Cold War》. 《The Middle East Journal》 74. 243–262쪽. doi:10.3751/74.2.14. ISSN 1940-3461. S2CID 225510058.